# فساد در ایران

اینفوگرافیک فسادهای اقتصادی در جمهوری اسلامی از ۱۳۷۱ تا ۱۴۰۲

فساد یک مشکل جدی در ایران است، که غالبا در سیستم حکومت گسترده و دامنه‌دار است. از دیدگاه سازمان شفافیت بین‌الملل، جمهوری اسلامی ایران از نظر فساد داخلی در زمره یکی از فاسدترین کشورهای جهان قرار دارد.
مطالعه‌ای که به سفارش فرهنگستان علوم، با سرپرستی فرامرز رفیع پور صورت گرفت که به روشنی نشان داد، برآوردهای سازمان شفافیت بین‌الملل بسیار سهل گیرانه و خوشبینانه بوده است و فساد اقتصادی در ایران، بسیار بیش از آن چیزی است که آن سازمان اعلام کرده بود. نشان‌ها ادعاهایی مبنی بر دستکاری داده های اقتصادی در جمهوری اسلامی ایران است.
فساد در دوران جمهوری اسلامی ابعادی بی‌سابقه پیدا کرده و اخلاق اجتماعی به‌طور وسیع ضربه خورده و موجب شده بی‌عدالتی و فقر افزایش یابد. این فساد به همراه اجحافات و زورگویی اداری و نبود راستگویی موجب تباهی منافع عمومی شده است. مسخ معیارهای حرفه‌ای و پایمال نمودن منافع مردم و نفی لیاقت‌ها و مسلط بودن منافع ایدئولوژیک و دفاع از منافع و امتیازات گروه‌های اجتماعی و اداری خاص از ویژگی‌های این فساد است.
در ایران هویت و موفقیت بخش عمده ای از مردم عادی، وامدارِ انواع فسادهای ساختاری است. منافعی که طبقات گوناگون، ولو ناراضی و منتقد دولت، از فساد دولتی می‌برند آنها را با زنجیرهای نامرئی به نظام متّصل و مقیّد می‌سازد.
به گزارش سازمان شفافیت بین‌الملل رتبه جمهوری اسلامی ایران در زمینه فساد ۱۴۶ از ۱۸۰ کشور در سال ۲۰۱۹ میلادی ارزیابی شده.
دقیقاً اختلال در نسبت بین حقیقت و عدالت است که باعث می‌شود جامعه ایران در نهادسازی و سیستم‌سازی مشکل پیدا کند و فساد اقتصادی از آن منتج گردد.
همچنین امتیاز فساد در ایران در سال ۲۰۱۸، ۲۸ از ۱۰۰ می‌باشد که به نسبت سال‌های قبل این کمترین نمره محسوب می‌شود.
فساد یک امر سیاسی است و کنترل آن هم یک امر سیاسی است لذا نیازمند اراده سیاسی است. اما برای بررسی دلیل اینکه چرا فساد در ایران کنترل نمی‌شود باید به کارکردهای تصمیمات اساسی و ساختاری در ایران اشاره کرد. در ایران مقررات‌زدایی به‌عنوان یکی از راه‌ها برای جلوگیری از فساد توصیه شده است. مبارزه با فساد با تصویب قوانین جدید حاصل نخواهد شد. برعکس لازم است قوانین حمایتی که فساد می‌زایند برداشته شود. کاهش دادن اصطکاک مردم با سیستم دولتی و بروکراسی فاسد می‌تواند باعث افزایش رضایتمندی مردم شود. برای مبارزه با فساد در ایران عزم راسخ، محاسبه دقیق و اجرای قاطع نیاز است.

## تعریف فساد
سوء استفاده فرد از قدرتی که در اختیار دارد برای پیگیری منافع شخصی خود اعم از منافع مادی یا سایر منافع در جایی که رانت وجود دارد، تعریفی از فساد است که بیشتر اقتصاددانان بر آن اجماع دارند. برخی معتقدند هدف از ایجاد دولت‌ها توزیع بهینه و غیر خشونت‌زای رانت در جامعه است و عدم حضور آن باعث توزیع خشونت‌زای رانت در جامعه می‌شود. وجود قوانین پیچیده و امضاهای طلایی بعضاً کسب و کارها را مجبور به پرداخت رشوه برای کاهش هزینه مبادله می‌کند.

### رشوه و پیشکش
در فرهنگ دهخدا لغت رشوه به معنای آنچه برای انجام دادن کار ناروا و غیرمشروع به کسی دهند تا برخلاف موازین قانونی و شرعی آن کار را انجام دهد به‌کار رفته است. (دهخدا، ۱۳۷۳، ج۷: ۱۰۶۴۷) واژه پیشکش نیز که به معنای هدیه و آنچه از سوی کهتر به مهتر داده می‌شود، است. (همان، ج۴: ۵۲۳۰) در تاریخ معاصر ایران پدیده رشوه در امور مالیه و امر مالیات‌گیری، در بخش گمرکات و ترانزیت کالا، در اعطای مناصب لشکری و کشوری به‌وضوح این امر به شکل خرید و فروش القاب و مناصب دیده می‌شود.

## برخی از فسادهای دوران جمهوری اسلامی
- کمک‌هزینه‌های میلیاردی علیرضا زاکانی به مدیران شهرداری مدیران شهرداری بیش از ۷۰۰ میلیون تومان، به‌طور متوسط کمک هزینه مسکن دریافت کردند.[۱۸]
- فساد علیرضا زاکانی در ارابه موقعیتهای مالی و تجاری به داماد خود حسین حیدری و دخترش مریم زاکانی و  پدر این داماد. پدر دامادش در یک طبقه از سازمان فرهنگی و هنری نشسته و در بسیاری از اقدامات این سازمان دخالت می‌کند. [۱۹] حسین حیدری و مریم زاکانی مدیران شرکت عمیدرایانه شریف هستند که مشتریانش همراه اول و شرکت ارتباطات زیرساخت مخابرات ایران هستند.  یکی از شرکت‌های مرتبط با او نیز شرکت ایده‌نگار عرش است.  حیدری از طرف زاکانی به سمت رئیس هیئت مدیره هلدینگ فناوری اطلاعات بانک شهر نیز منصوب شده است.[۲۰]
- درخواست الیاس قالیباف برای اقامت کانادا
- لیست سفرهای الیاس قالیباف که به اداره کانادا تحویل داده شده نشان می‌دهد که وی طی سال‌های ۲۰۰۵ تا ۲۰۲۱ به ۱۴ کشور و شهر اروپایی سفر کرده است.
- ۳۰۰ هزار بشکه نفت ایران به پسر شمخانی واگذار شده است. حسین شمخانی سالانه حدود ۲۰۰ میلیون دلار از تجارت محصولات پتروشیمی ایران سود می‌برد.[۲۱][۲۲]
- جنجال املاک نجومی
- فساد در هلدینگ یاس توسط محمدباقر قالیباف و قاسم سلیمانی[۲۳]
- کاخ‌نشینی سید مصطفی میرسلیم در ولجنک‌[۲۴]
- عروسی مجلل و لوکس دختر علی شمخانی در هتلی در تهران[۲۵]
- دستمزدهای بیش از ۵۰ میلیاردی(سال ۱۴۰۳-۱۴۰۲) سازمان صداوسیمای جمهوری اسلامی به مجری‌ها و سلبریتی‌ها بابت چند روز حضور در برنامه‌ها[۲۶]
- فساد محمد مخبر و فرزندش و دلال نفتی کارتل‌های اقتصادی وابسته سید علی خامنه‌ای در بانک پاسارگاد دلالان نفتی ستاد اجرایی فرمان امام با همدستی بانک پارسارگاد میلیون‌ها دلار از نفت ایران را فروخته و پول آن را تصاحب کرده‌اند.[۲۷]
- سیسمونی گیت
- جنجال حساب‌های شخصی صادق لاریجانی[۲۸]
- زمین‌خواری‌های برادران لاریجانی[۲۹]
- فساد مالی برنج طبیعت
- فساد و کلاهبرداری در موسسه‌های مالی اعتباری مانند مؤسسه اعتباری کاسپین و پدیده شاندیز و بانک آینده
- فساد ۹۲ هزار میلیارد تومانی فولاد مبارکه
- فساد در سپاه پاسداران انقلاب اسلامی
- اختلاس ۳ هزار میلیارد تومانی
- اختلاس ۱۰ هزار میلیارد تومانی سایپا
- اختلاس ۱۲۳ میلیارد تومانی
- ناپدید شدن ۲۰ هزار میلیارد تومان در در دوران شهرداری محمدباقر قالیباف
- دکل نفتی گمشده
- صندوق ذخیره فرهنگیان
- بانک سرمایه

و دیگر …

## میزان فساد
فساد سازمان‌یافته در ایران پس از انقلاب ۱۳۵۷ به تدریج به عمق خود تعریف بخشیده است و چنان در زیر پوست حاکمان جاخوش کرده است که دیگر نمی‌توانند هویت خود را از آن متمایز نمایند. امروزه فساد اداری در کشور ایران تنها به رشوه و زیرمیزی در ادارات محدود نمی‌شود، بلکه این فساد اکنون در تار و پود برخی دستگاه اداری درهم تنیده و به اصلی غیرقابل اجتناب در این دستگاه‌ها تبدیل شده است؛ و افراد با توسل به این موضوع، پله‌های ترقی را طی می‌کنند.
فساد در ایران نهادینه شده است. در ایران اراده جدی برای مقابله با فساد وجود ندارد و فساد در این کشور ساختاری شده است. احمد توکلی، کارشناس اقتصادی مجلس شورای اسلامی معتقد است که حکومت جمهوری اسلامی ایران به مرحله فساد سیستماتیک رسیده است.
به عقیده محمود صادقی، نماینده مردم تهران و رئیس «فراکسیون شفاف‌سازی و سالم‌سازی اقتصادی و انضباط مالی» در مجلس دهم، پس از گذشت ۳۸ سال از انقلاب ایران وضع این کشور بدتر از حکومت شاهنشاهی درمبارزه با فساد است؛ در حالی که بنا بود جمهوری اسلامی با فساد مبارزه کند.
سازمان شفافیت بین‌الملل در گزارش سال ۲۰۱۸ خود ایران را از نظر گسترش فساد مالی در جایگاه ۱۳۸ در میان ۱۸۰ کشور قرار داد؛ که بدترین رتبه ایران در سال‌های اخیر است
فساد در ایران سطح دیگری است به طوری که افراد بلند پایه با چپاول و زندگی بی دغدغه به مردم اهمیت نمیدهند در صورتی که ایرانیان در فقر و تورم مطلق به سر میبرند و در صورت هرگونه اعتراض از سمت مردم مورد سرکوب بی رحمانه قرار میگیرند به طوری که  "شوروی" این کار را میکرد.

## پیشینه

### ریشه تاریخی سیاسی اخلاقی فساد در ایران
فساد در ایران تقریباً از زمان ایجاد سازمان‌های نوین دولتی، و حتی پیش از آن وجود داشته است. ویژگی اصلی حکومت ایران گذشته استبداد و پدرسالاری آن است. پراکندگی سکونتگاه‌ها، مسئله آب، مشاع بودن
فعالیت کشاورزی، مالکیت حکومتی و روابط تیولداری باعث شدند حکومت متمرکز و استبدادی در ایران شکل بگیرد. از ویژگیهای نظام سیاسی ایران تلاش برای حذف یکدیگر است. ایرانیان هیچگاه قواعد نهادمندی برای جایگزینی شاهان نداشتند و در دوران جدید نیز در عرصه قدرت همواره در صدد حذف یکدیگر هستند. رفتار سیاسی غیرنهادمند مسائل بسیاری به وجود آورد که از پیامدهای آن، فساد سیاسی است. نتیجه آن حذف دیگران درعرصه سیاسی و سیاست زدگی بروکراسی است… که منجر به شکل‌گیری سیاست زدگی امور اداری، انسداد سیاسی و در نهایت انحصارگرایی اقتصادی می‌شود.
گروه اجتماعی مسلط با ایجاد انسداد سیاسی، راه ورود دیگر گروه‌ها به قدرت مسدود می‌سازد و با تأکید بر ساحت فرهنگی مورد تأیید خود، ایجاد انسداد سیاسی را محق جلوه می‌دهد؛ درواقع سطح فرهنگی تبدیل به یک ایدئولوژی سیاسی می‌شود که بر روند ایدئولوژیک شدن نظام اداری تأثیر گذاشته باعث سیاست زدگی بروکراسی می‌شود که پیامد آن انحصار اقتصادی است. در این وضعیت، اختیار منابع مالی و عرصه تولید در دست گروه اجتماعی مسلط قرار می‌گیرد.

### عصر صفوی
ژان شاردن، جهانگرد فرانسوی از دغل‌کاری کمپانی هند شرقی هلند در تجارت با ایران در آن زمانه یاد می‌کند که جز با پرداخت رشوه به مأموران گمرک ایران صورت نمی‌گرفته است «هلندیها … به جای یک میلیون کالا دو میلیون وارد می‌کردند و از طریق تطمیع و رشوه دادن به مأموران گمرک میخک را جای فلفل، پارچه‌های لطیف و ظریف را جای پارچه‌های خشن کم‌قیمت، و دو عدل را جای یک عدل جا می‌زدند، و این عمل در ایران … بسیار آسان است». .... کاروانیان و مسافران با دادن رشوه همواره امور گمرکی خود را به صورت رضایت‌بخشی انجام می‌دادند. … بازرگانان … همیشه هنگام رسیدن به مرز هدیه‌ای به رئیس مأموران گمرک می‌دادند، و او ده برابر بهای آن هدیه، بلکه بیشتر به آنان ارفاق می‌کرد؛ و به اصطلاح خود کاروانیان را در پرداخت عوارض گمرک مهمان خویش می‌کرد». او در مورد وضعیت مأموران گمرک پیش و پس از آغاز خدمت می‌گوید «در آغاز خدمت تهی‌دست و بی‌نوایند، و پس از مدتی نه بسیار دراز، همه دارا و دولتمند می‌شوند». شاردن اینگونه رشوه‌خواری را در گمرک به اندازه‌ای مرسوم و محبوب برمی‌شمرد که شاهان صفوی را نیز در آن سهیم می‌داند «شاه … گاهی اداره گمرک مرزها را به افراد مورد نظر خود که از مال دنیا نصیبی ندارند می‌سپارد تا از درآمد آنها متنعم شوند». شاردن از شغلی به نام «ناظر» یاد می‌کند که «در رشوه‌خواری و آزار کردن مردم چنان دلیرند که خلق سراسر ولایات از ستمگریهاشان دست بر آسمان دارند … برای گرفتن شغل ناظری از سر ناچاری باید هدایای زیاد و گرانبها به وزیران و خواجه‌های دربار و معشوقه‌های شاه و مخصوصاً به مادرش بدهند. همچنین متعهد می‌شوند که به هر صورت بر درآمد و عایدات شاه بیفزایند، و وقتی به مراد و آرزوی خود رسیدند باید به عهد و پیمان خود وفا کنند». آدام اولئاریوس در سفرنامه‌اش «ایران عصر صفوی از نگاه یک آلمانی» روایت می‌کند «تمام درباریان با کمال میل هدیه قبول می‌کنند و رشوه می‌پذیرند، البته بیش از همه همین صدراعظم … چنین عملی مسلماً با موافقت شاه انجام می‌گیرد». این کشیش آلمانی سپس شاه را دارای «گاوی شیرده» برمی‌شمرد «که این گاو تمام دارائی و هستی مملکت را ظالمانه می‌خورد و شاه او را می‌دوشد».

### عصر قاجار
نوبویوشی فوروکاوا، که در سال ۱۸۸۰ میلادی جزو گروه یوشیدا ماساهارو بود که به ایران عصر ناصرالدین شاه آمدند. در سفرنامه‌اش توصیف می‌کند «کرم ابریشم ایران از بیماری مصون مانده است و سالها نمایندگان کشورهای سوییس و ایتالیا در گیلان بسر می‌بردند تا تخم نوغان بخرند و از طریق تفلیس به اروپا بفرستند. دولت ایران صدور تخم نوغان را منع کرده بود. منتها مأمورین ایرانی با گرفتن رشوه انرا نادیده می‌گرفتند». فوروکاوا با اشاره به چگونگی ارتقای آدمهای حقیر به مناصب عالی امین‌السلطان را مثال می‌زند که از آبدارچی به مقام صدارت رسیده است و آن را نمایی از وضعیت کلی کشور قلمداد می‌کند: «کسانی که در مقام بالا یا پایینی هستند، تا بتوانند رشوه می‌گیرند… رفتار حکومت با مردم بر روی هم مانند رفتار دشمن با مملکت تسخیرشده است»....... «در ایران رشوه گرفتن بقدری گسترده است که حتی مدرسه و معلّم از آن برکنار نیستند». هانری رونه دالمانی، می‌گوید: «مسافت بین رشت تا انزلی تقریباً ۴۰ کیلومتر است، در زمان قدیم تجار در حمل‌ونقل مال‌التجاره به اشکالاتی برمی‌خوردند … بعد از تشریفات لازم که در آن‌زمان معمول بود و با دادن رشوه، با کارمندان گمرک سازشی بعمل می‌آمد». سر چارلز ادوارد یت، می‌آورد: «در مشهد خانواده مقتولی به میرغضب رشوه داده بودند تا قاتل فرزندشان را به بدترین وجه ممکن اعدام نماید». دالمانی می‌گوید: «مردم می‌ترسند که اگر بمحاکم عرف رجوع نمایند باب رشوه و تعارف باز شود و بالاخره بجای اینکه کارشان اصلاح شود دارائی آنها بتدریج از دستشان برود».... فوروکاوا می‌آورد: «کار شکنجه تا آن اندازه پیش می‌رود که محکوم به پرداختن مبلغی معین تن دردهد. باز چندین روز دیگر چنین عملی تکرار می‌شود تا مجدداً مبلغی دیگر تحصیل گردد» ارنست اورسل با تأکید بر کمبود «افراد بی‌غرض در ادارات» می‌نویسد «مأموران دولتی با تقدیم هدیه‌ای درخور، بر اسب مراد سوار می‌شوند». او میگوبد عموماً ایرانیان کلیه مأموران دولت را به‌طور قطع رشوه‌خوار و متجاوز به حقوق دیگران می‌دانند. وی ماجرای استخدام یک اتریشی را روایت می‌کند که برای سر و سامان دادن به سازمان جدید مالیه به ایران دعوت کرده بودند. … در پایان سال نایب‌السلطنه دستور داد که از وی پیشکشی در حدود ده هزار فرانک تحت عنوان «صادر» مطالبه کنند. وقتی مدیر اتریشی صورت‌حساب مالی خود را برای مسؤلان ارسال نمود نسبت به سال‌های گذشته مالیات بیش‌تری از قصبات عاید خزانه دولت شده بود. و وصول مبلغ صادر روستاییان را تماماً از هستی ساقط می‌کرد. در جواب این صورت‌حساب، فرمان عزل اتریشی توسط پیک بعدی به دستش رسید».
سرجان ملکم می‌نویسد: سلاطین ایران به انواع و انحاء رعیت را در معرض ظلم و تعدی آورده، بهر اسمی از ایشان گرفته‌اند.
جوزف آپتون می‌نویسد: «در واقع اختلاس تا آنجا ننگ و عار به حساب می‌آمد که اگر کسی از فرصتهای به‌دست آمده برای اختلاس استفاده نمی‌کرد احمق نامیده می‌شد.» هانری دالمانی فرانسوی می‌نویسد: «در ایران مانند دیگر کشورهای قدیمی، مقاطعه‌کاری که انجام کلیه کارهای ساختمان یک بنا را برعهده بگیرد، غالباً هدفی جز خالی کردن جیب مشتری ندارد. کسی هم که مباشری جهت حفظ منافع خویش انتخاب می‌کند، کم و بیش مطمئن است که این مباشر نیز یا سر به هوا خواهد بود یا دغلکار؛ که در صورت اول، چشم بسته، هرچه را که مصالح‌فروشان در اختیارش بگذارند خواهد پذیرفت؛ و در صورت دوم، برعکس، با کارگران مختلف زد و بند کرده و آگاهانه اربابش را خواهد چاپید.» «در مواقعی‌که شاه بخواهد مثلاً به اصلاح جاده‌ای بپردازند یا پلی روی رودخانه بسازند، مبلغی که برای این کار منظور شده و از خزانه دولتی بیرون آمده به محض اینکه به‌دست کارمندان دولتی می‌رسد در هرمقام و درجه‌ای مقداری از آن کاسته می‌شود به‌طوری که چون به‌دست آخر رسید قابل آن نیست که دست‌کم شروع به کار کنند. سود کارمندان در این است که از یکدیگر پشتیبانی کنند و به اصطلاح نان به یکدیگر قرض دهند. تجمل‌پرستی عمال دولتی آنها را مجبور می‌کند که به رشوه‌گیری عادت کنند و به بدترین انواع آن تن دردهند. «مالیاتی که از کسبه و تجار و صنعتگران گرفته می‌شود از روی اصول و نظم و ترتیب نیست و غالباً مودیان با رشوه دادن به تحصیلداران از تادیه آن معاف می‌شوند. یکی از کارمندان دولتی خراسان … به فکر افتاد که کاشی‌های سردر یک شاهکار تاریخی مشهد را بدزدد. به همراهی چند نفر از همدست‌های خود به آن بنا رفت و کاشی‌های نفیس سقف آن را کند و در در آب انباری پنهان کرد. کارمند هرشب به بهانه میهمانی از شهر خارج می‌شد و مقداری از این کاشی‌ها را به منزل خود می‌آورد، پس از مدتی آنها را به اروپا فرستاد و به فروش رسانید. دیگران هم به سرمشق او رفتار کردند و همه به غارت این شاهکارهای مهم صنعتی و تاریخی پرداختند و آنچه کاشی نفیس در این بناها بود همه را به وسایل مختلف به اروپا فرستادند. اکنون اگر کسی بخواهد این کاشی‌های نفیس زیبا را ببیند باید به اروپا مسافرت کند.
مورتیمر دیوراند که درسال‌های ۱۸۹۴ – ۱۹۰۰ از طرف دولت انگلیس درایران وزیر مختار بود. در گزارش ۲۷ سپتامبر ۱۸۹۵ شماره ۶۷۰۴ می‌نویسد:
«شاه حکومت ایالات ومناصب مهم دولتی را به کسی که ییش‌ترین پول را بپردازد برای دوره‌های کوتاه می‌فروشد» قدرت ملاها که بسیاربیشتر ازآن است که باید باشد. کسری بودجه سالانه ۵۰۰۰۰ لیره استرلینگ است. «ناصرالدین شاه مدتی پیش برای شکار رفته وگرفتار برف سخت شده بود، شبی درخانه محقر پای تپه ای، سرکرد و صبح، هنگام ترک خانهٔ، ازصاحبخانه پرسید که درمقابل این افتخار چه «پیشکشی» خواهید پرداخت. سرانجام صاحبخانه ۶ سکهٔ امپریال روسی پیشکش داد که شاه باخود برد. «چند هفته پیش شخصی یکصد وپنجاه لیره به شاه پرداخت و تا پایان عمرش سالیانه دویست لیره حقوق تقاعد برای او تضمین شد». … «سومین و مجبوبترین پسرشاه ظل السلطان، که فرماندهِ کل قشون است به هزینه سربازان ثروتمند می‌شود وآن‌ها را می‌چاپد». تشکیلات اداری صدراعظم درواقع یک کیف سیاه چرمی است. با همان کیف سیاه درآمدش درسال «ازهفتاد هزارلیرهٔ استرلینگ تا یکصد هزار لیره استرلینگ است. ..... «پسر رئیس هیئت وزیران که وزیر پُست است شخصاً بسته‌های پستی را که با ارزش به نظر می‌آیند، می‌دزدد». … «درایران کسی نیست که حقیقتاً وطن‌پرست و خواهان بهبود اوضاع باشد.» فرمانفرما اخیراً حکومت کرمان را خرید. او ۱۰۰۰۰ لیره به شاه و ۲۰۰۰ لیره به صدر اعظم و مبالغی کم‌تر ازاین به چند نفر دیگر پرداخت.
سرهنگ پیکو، وابسته نظامی انگلیس در تاریخ ۳۱اوت۱۸۹۵ نامه محرمانه‌ای به سرمورتیمر دیورند سفیر انگلیس نوشت با برشمردن انواع مالیات‌هایی که از زمین‌داران و دهقانان اخذ می‌شود گفت با همکاری دفتر محاسبات در پایتخت، حساب‌های سالانه دستکاری و مبلغ قابل توجهی آشکارا اختلاس می‌شود.

#### عادی بودن رشوه خواری در عهد قاجار
رشوه  در این دوره عادی بود و شامل: پیشکش، مداخل، سیورسات و جعاله می‌شد. وزیران و بزرگان قوم پیشکش می‌دادند و می‌گرفتند، دیوانیان مداخل داشتند، لشکریان سیورسات می‌بردند وفقیهان کلاه شرعی بر سر آن میگذاشتندوآن راجعاله می‌خواندند. بیشتر مأموران دولتی رشوه میگرفتندو حاکمان محلی نیز به این امرمیپرداختندو به ثروت اندوزی مشغول بودند. آنها مبلغی را که برای خرید مقام خود پرداخته بودند، از مردم طلب می‌کردند. در این دوران برخی افراد با پرداخت رشوه، به القابی منتسب می‌شدند. جامعهٔ ایران در دورهٔ قاجار مانند ادوار پیش از خود جامعه ای شمرده می‌شد که درآن امنیت وجودنداشت. بعد از قتل آقامحمدخان سلاطین این دودمان صلاحیت ادارهٔ کشور نداشتند. جامعهٔ ایرانی در این دوره حالتی شبیه به «خانهٔ کلنگی» داشت که هیچ چیز ازجمله مالکیت در آن دائمی نبود. هانری رنه دالمانی با استناد به لرد کرزان و سرجان ملکم می‌نویسد که فتحعلیشاه سالی ۳۰ میلیون تومان از تیولداران دریافت می‌کرد و این مبلغ کاهش یافت تا در زمان ناصرالدین شاه به نصف رسید که نشان می‌دهد چطور جامعه ایران توسط این دریافتهای بیش از حد به ناتوانی رسیده است. هریک از شاهزاده‌ها می‌مرد وارثان او با پرداخت رشوه به مستوفیان و بعضاً پیشکش به خود شاه منصب و مستمری آن شاهزاده را به خود منتقل می‌کردند. قراردادهای تالبوت و رویترز و لاتاری همه توسط پرداخت رشوه مستقیم به شاه و صدر اعظم بسته شده بودند. تا جایی که بارون رویترز مستقیماً یکبار گفته بود که اطرافیان شاه در اخذ رشوه سیری ناپذیر هستند و او از اینکار خسته شده است.
در بین اکثر سلاطین قاجاری تلاش واقعی در جهت زدودن و اصلاح مراکز فساد که عمده آن را اطرافیان و درباریان سودجو و بعضاً سرسپرده تشکیل می‌دادند صورت نمی‌گرفت،  این پدیده که آثار ویرانگری در اقتصاد، سیاست و فرهنگ ایران به‌جای نهاد به‌صورت یکی از اصول و لوازم قطعی پیشرفت تمام اقشار جامعه درآمد، تا جایی که خود پادشاه مشوق و انگیزنده و مبدع برخی از انواع این نوع درآمدهای غیرقانونی بود. رشوه خواری به مفهوم کلی شامل پیشکش، مداخل، سیورسات و جعاله می‌شده و هرکدام از این موارد در جای خود به یک نام مخصوص رواج داشت. وزیران و بزرگان قوم پیشکش می‌دادند و می‌گرفتند، دیوانیان مداخل داشتند، لشکریان سیورسات می‌بردند و آخوندهای درباری کلاه شرعی بر سر آن گذاشته و جعاله می‌خواندند.  همه چپاول مردم مسکین به شیوه‌های گوناگون بود.

#### فروش دختران قوچانی به ترکمنها
روزی حاکم قوچان برای دریافت مالیات به سراغ مردم رفت و آنان چیزی برای پرداخت نداشتند. حاکم در مقابل هر دوازدهمن گندم، یک دختر از آنان گرفت وسی دختر را به ترکمنها فروخت. در این زمان حاکم بجنورد نیز همین کرد

#### رشوه خواری در قرارداد ۱۹۱۹
در نهم اوت ۱۹۱۹ برابر با هفدهم مرداد ۱۲۸۸ هجری شمسی که احمدشاه قاجار در آخرین ماه‌های حکومت خود بود، قراردادی طراحی شد که به قرارداد ۱۹۱۹ شهرت یافت. به موجب ان کلیه تشکیلات نظامی و مالی ایران تحت نظارت انگلیس قرار می‌گرفت و امتیاز راه‌آهن و راه‌های شوسه به آنها واگذار می‌شد. این قرارداد با نخست‌وزیری میرزا حسن‌خان وثوق‌الدوله همزمان بود. وثوق‌الدوله و فیروز میرزا نصرت‌الدوله وزیر خارجه و شاهزاده اکبر میرزا صارم‌الدوله وزیر دارایی برای بستن این قرارداد از دولت انگلستان رشوه دریافت کردند. دانشنامه بریتانیکا در مورد قرار داد ۱۹۱۹ بین ایران و انگلیس که آسیبهای شدیدی به منتافع ملی ایران وارد ساخته و با مخالفت‌های گسترده مواجه شد می‌نویسد که این قرار داد با پرداخت رشوه به دولتمردان وقت ایران میسر شد.

### فساد در دوران مشروطه
از ۱۹۰۸ تا ۱۹۱۹ عصر مشروطه در جریان بوده و فاتحان تهران شامل خوانین و فئودال‌های شمال و جنوب کشور بودند، اصلاً مشروطه‌خواهی، آزادی‌خواهی و انقیاد حکومت مطلق العنان، برای آنها مهم نبود، بلکه بخش اعظم نیروها از سوی گروه‌های خاص و متنفذ تأمین مالی می‌شدند که یا تحت قراردادهای تیول‌داری حجم زیادی بدهی به حکومت مرکزی داشتند و از پرداخت مالیات طفره می‌رفتندو درصدد تغییر سیاسی بودند یا اینکه خود در تأمین مالی حکومت مرکزی نقش داشتند و بیش از این تأمین دربار را برنمی‌تابیدند. خوانین جنوب نیز از تغییر رونق تجارت مسیر جنوب به مسیر همسایه شمالی ناراضی بودند. در نتیجه در جریان مشروطه، منافع عده‌ای خاص تأمین شد تا اینکه قانونگرایی اساس قرار بگیرد. موسیو نوز که نظمی بر گمرکات اعمال کرده بود کنار رفت، خواسته‌های بسیار فرعی در صنوف پایتخت برآورده شد (عسگر گاریچی برکنار شد) و تأسیس عدالت‌خانه از اهداف اصلی محو شد و مجلس شورا تأسیس شد تا نمایندگان گروه‌های قدرت را در پایتخت میزبان باشد و در عمل نیز غیر از محل نطق و خطابه کارکرد دیگری نشان نداد؛ یعنی عدالت‌خانه، به‌عنوان «تنظیم‌گر» رابطه حکومت و ملت ایجاد نشد. تغییرات مکرر کابینه‌ها خود عامل فروپاشی نظام پارلمانی بی‌پایه‌ای شد که به‌عنوان اولین تجربه تصمیم‌گیری جمعی به شکست انجامید. فقدان چنین شکلی از اجماع و تصمیم‌گیری بر اساس اکثریت، تا عصر حاضر نیز احساس می‌شود کما اینکه امروزه در میان دلسوزان کشور و در شرایط خاص اقتصادی حال حاضر، لزوم دستیابی به «اجماع ملی» تبدیل به یک واژه شاه‌بیت شده است و همه مسوولان به طریقی از آن صحبت می‌کنند.

### عصر پهلوی
به نوشته فوکو در قبل از انقلاب، فساد به عنوان چسبی بود که نظام پهلوی را به هم پیوند می‌داد. بر اساس اسناد منتشر شده بانک مرکزی آقای شریف امامی به تنهایی در یک سال منتهی به انقلاب بیش از یک میلیون دلار از ایران خارج کرده است که ارزش فعلی این مبلغ در حال حاضر بیش از یک میلیارد دلار است. به گفته آبراهامیان رضاشاه از یک قزاغ پاپتی به ثروتمندترین فرد ایران مبدل شده بود تا جایی که در زمان مرگ خود بیش از سه میلیون دلار دارایی و بیش از سه میلیون هکتار زمین از خود به ارث گذاشت. بر اساس اسناد سفارت انگلیس، رضاشاه ملاکان بزرگ را مجبور به تغییر مالکیت زمین‌هایشان به نام خود می‌کرد.
ویلیام شوکراس در کتاب The Shah's Last Ride: The fate of an ally صفحه ۸۱ و حسین مکی در کتاب «تاریخ بیست ساله ایران» نوشتند که اسرائیل با پرداخت رشوه به محمد ساعد مراغه‌ای وی را برای برسمت شناختن اسرائیل بصورت دوفاکتو متقاعد کرد، او ترکیب کابینه را تغییر داد و توانست کابینه را نیز متقاعد کند. نهایتاً ایلون لوی Eylon Levy سخنگوی دولت اسرائیل در مقاله ای که در روزنامه تایمز آو ایزرائل منتشر شد اطلاعات بیشتری در این باره ارائه کرد. بنا بر این مقاله مبلغ رشوه ۴۰۰ هزار دلار بوده است که توسط یک تاجر پرداخت شده. نویسنده توصیه می‌کند این روش در سایر کشورهایی که هنوز اسرائیل را به رسمیت نشناخته‌اند به کار رود. در مستند «حمکران شوش» מושל שושן که پیرامون عملکرد ده‌ها ساله وابسته نظامی اسرائیل در ایران، یعقوب نیمرودی ساخته دشه است با افتخار عنوان می‌شود که وی موفق به فروختن تعدادی آشپزخانه صحرایی به ارتش ایران شده است در حالیکه ارتش ایران اساساً نیازی بدان نداشته است.
عباس میلانی معتقد است یکی از پایه‌های اصلی نارضایتی‌های مردم که منجر به انقلاب ۵۷ ایران شد، فساد مالی در میان قدرتمندان بود. به‌نظر می‌رسد وعده حکومت اسلامی برای ریشه‌کنی فساد از جمله عواملی بود که باعث اقبال بخشی از جامعه نسبت به انقلاب شد. گفته می‌شود نظام اداری ایران در دوران جمهوری اسلامی فاسدتر گشته است.

### عصر جمهوری اسلامی
با‬ ‫رشد‬ ‫بروکراسی‬ ‫عقلانی همراه‬ ‫با‬ ‫و‬ ‫ی‬‫ژگ‬‫ی‬‫ها‬‫ی‬‫ خود‬ ‫چون‬ ‫جدا‬ ‫یی‬‫ امور‬عموم‬ی ‬‫از‬ ‫شخصی‬‫‪، ‬‬‫حاکمی‬‫ت‬‫ روابط‬ ‫غی‬‫ررسم‬‫ی‬‫‪، ‬‬‫اصل‬ ‫انتصاب‬ ‫و‬ ‫تخصص‬ ‫گرا‬‫یی‬‫‪، ‬‬‫ دوران‬ د‬‫ی‬‫وان‬‫سالار‬‫ی‬‫ها‬‫ی‬‫ پدرسالار بسر آمد. درحالیکه در کشورهای در حال توسعه هنوز جدا‬ ‫یی‬‫ بروکراسی‬ ‫و‬ ‫اداره‬ ‫از‬ ‫سی‬‫است‬‫ و‬ ‫فرهنگ‬ ‫وجود‬ ‫ندارد‪. ‬‬ ‫مناصب‬ ‫ادار‬ی‬‫ از‬ ‫طر‬ ‫ی‬‫ق‬ ترج‬ی‬حات ‬‫فرهنگی‬‫‪، ‬‬‫خو‬ ‫ی‬‫شاوند‬‫ی‬‫ و‬ ‫سی‬‫اس‬‫ی‬‫ توز‬ ‫ی‬‫ع‬ م‬ی‬‫شوند‪. ‬‬‫چنی‬‫ن‬‫ فرا‬ ‫ی‬‫ند‬‫ را‬ ‫می‬‫توان‬‫ سی‬‫است زدگی بروکراسی نام نهاد. اقتدار گرایی فرهنگی باعث انسداد سیاسی می‌شود و در نهایت باعث انحصار اقتصادی، و در نتیجه فساد می‌شود. این فرایند از طریق مکانیزم تسلط گروه‌های اجتماعی خاص بر دیگر ساحت‌های فرهنگی، و سیاست زدگی بوروکراسی انجام می‌شود که از مهم‌ترین پیامدهای آن شکل‌گیری فساد است. ‬
پس از انقلاب ۵۷ مصادره های گسترده‌ای انجام شد و کارخانجات و باغات و کشت و صنعت‌ها و املاک زیادی در اختیارهای بنیادهایی قرار گرفت که بدون شفافیت عمل می‌کنند و با اینکه بعضی از أنها از دولتها بودجه سالانه دریافت می‌کنند راجع به میزان دخل و خرج خود به دولت گزارشی ارایه نمی‌دهند بعضاً مالیات نمی‌دهند و همکاری نمی‌کنند. این موجب فساد سیستماتیک شد که با مرور زمان به همه جامعه نیز سرایت کرد.
در مرداد ۹۷ محمدجواد کولیوند، نماینده کرج اعلام کرد که جمعاً ۳۲۰ شرکت غیردولتی وجود دارند شامل «بنیاد مستضعفان ۱۲ هلدینگ و ۱۷۵ شرکت هلال احمر چهار شرکت. کمیته امداد چهار هلدینگ و ۱۹ شرکت. شرکت شاهد چهار شرکت. بنیاد مسکن ۱۲ شرکت. سازمان تأمین اجتماعی ۱۶ شرکت و هلدینگ…» که فقط ۴ درصد از آنها در زمینه ارایه صورتهای مالی خود همکاری کرده‌اند.
واگذاری برخی از کارخانجات مصادره شده به بخش خصوصی مطابق اصل ۴۴ قانون اساسی باعث ایجاد نوعی از مالکیت بنام خصولتی شد که با وجود قرار داشتن در فهرست شرکت‌های خصوصی چون تعدادی از سهام آن‌ها در اختیار نهادها است در زمره شرکت‌هایی غیردولتی نیز قرار می‌گیرند و وضعیت نامشخصی دارند که خود زمینه‌های فساد را افزایش می‌دهد.شدت فساد به حدی رسید که احمد توکلی روز جمعه، ۱۸ اسفند ۱۴۰۲، در همایش سراسری «دیده‌بان شفافیت و عدالت» گفت در ابتدا فرد با «ترس و لرز» به فساد تن می‌دهد، در مرحلهٔ بعد «فساد سیستمی و شبکه‌ای و بعد قانونی می‌شود» و در نهایت به مرحله‌ای می‌رسد که جمهوری اسلامی در آن قرار دارد یعنی دولتی‌ها مُسَخر می‌شوند. دیگر سیستم از خود دفاع نمی‌کند. خوبان کارهای بد می‌کنند و کار با حوزه‌های رسمی دیگر جواب نمی‌دهد.
از نظر فلسفی پس از انقلاب جریان فکری فردید و همفکرانش مسلط شد که مدرنیته غرب را صرفاً سوژه محور و تکنیکی و بنابراین مردود می‌دانست و توصیه به بومی گرایی می‌کرد. تلاش ایران پس از انقلاب یرای انزوا در اوایل قرن ۲۱ مصادف شد با تلاش غرب در تمزیج با فرهنگهای سنتی مشرق زمین که به آن مدرنیته متاخر یا مدرنیته دوم نام نهادند. این پدیده باعث شد که ایران از یک گفتگوی دوجانبه با بخش بزرگی از دنیا که تحث سیطره فرهنگی غرب است عاجز بماند ولی غرب با دنیای مشرق زمین این گفتگوی فرهنگی فلسفی را به انجام برساند. این اقتدارگرایی فرهنگی به روند انسداد سیاسی و در نهایت انحصارهای اقتصادی افزوده است.
فساد در جمهوری اسلامی بسیار زیاد است به طوری که مردم ایران در فقر مطلق به سر میبرند و اگر اعتراضی صورت بگیرد به بدترین حالت سرکوب میشود مانند خیزش 1401
‫

### مکتب کارآمدی فساد اداری
با پایان دهه اول انقلاب ۵۷ ایران و پس از جنگ هشت ساله، تفکری بر دولتمردان ایران حاکم شده بود که می‌گفتند فساد اقتصادی بد نیست و فساد روغن چرخ توسعه است لذا نباید خیلی هم با فساد مبارزه کرد. آن دولتمردان معتقد بودند که فساد می‌تواند موجبات توسعه اقتصادی در کشور را فراهم آورد، و اگر فساد بتواند باعث توسعه کشور شود باید از آن حمایت کرد. در همان زمان به نقل از یکی از مسوولان نهادهای عمومی گفته می‌شد که هر اقدامی در ایران شدنی است و تنها نرخ انجام آن متفاوت است. این اظهارنظر، بدان معنی بود که دقیقاً از همان زمان مسیر فسادهای اقتصادی گسترش رسمی یافت.

### فرهنگ فساد
وقتی فساد به یک فرهنگ تبدیل شود، کسی دیگر فکر نمی‌کند که کارش غلط است؛ زیرا از یک طرف او می‌بیند که همه همین‌طور رفتار می‌کنند و از طرف دیگر از او نیز انتظار دارند که او نیز آن گونه رفتار کند. یکی از متغیرهای که باید در ایران سنجیده شود، میزان فرهنگ فساد است. «آدم زرنگ» در فرهنگ ایران کسی است که صف نمی‌ایستد و مالیات نمی‌دهد.در رفتار ایرانیان نوعی تفاخر به حیله‌گری دیده می‌شود. ویلیام بیمن، پژوهشگر خاورمیانه و استاد انسان‌شناسی دانشگاه مینه‌سوتا در کتاب «زبان، منزلت و قدرت در ایران» می‌گوید نوعی روابط اجتماعی متداول در ایران است که چنین تلقی‌ای از زرنگی ساخته است.

#### نمونه‌هایی از رفتارهایی که توسط ایرانیانزرنگیخوانده می‌شود
1. عبور از چراغ قرمز
2. عبور از لاین مخالف
3. اشتباه فروشنده در پس دادن اضافی باقی پول
4. خیانت در روابط زناشویی
5. کم‌کاری در محل کار
6. زیر آب زنی در محل کار
7. استفاده غیرمجاز از خدمات بیمه ای دیگران
8. هجوم برای دریافت نذورات
9. تعویض البسه پس از استفاده
10. پرخوری در میهمانی‌ها

۱۱- تقلب در امتحانات

#### نقص آموزشی
تعلیم و تربیت در ایران، چه در پهنهٔ خانواده، چه در مدرسه چه در پهنهٔ عمومی اجتماعی تابع وضعیت سیاسی است. اختناق سیاسی و فرهنگی باعث اختناق پداگوژی می‌شود. فرد، مستقل، متکی به نفس، سربلند، جسور، دارای فهم و زبان و منطقی روشن و برخوردار از فانتزی و ویزیون نمی‌شود. او حرفش را مستقیم نمی‌زند، نظری را که دارد پی نمی‌گیرد، خودش را و دیگران را جدی نمی‌گیرد، دشنام می‌دهد، اما انتقاد نمی‌کند، می‌آموزد که چیزی را تصرف کند، اما نمی‌آموزد که مسئول چیزی باشد، به او این حس القا نمی‌شود که برای جهان مهم است که او کیست و چه می‌اندیشد. او فقط برای خودش انتخاب می‌کند، نه برای یک جامعه، نه برای یک جهان. او آب زیر کاه می‌شود. از داستان زمانه این را درمی‌یابد که زبان سرخ چگونه سر سبز را بر باد می‌دهد. او دورو می‌شود. او وقتی موفق می‌شود که در مفهوم ایرانی کلمه «زرنگ» باشد. در هیچ کلمه‌ای چون «زرنگی» رذایل ملی ما متبلور نشده است.

### فساد و فقر
فساد سیاسی باعث می‌شود تجمل‌گرایی، تبدیل به قاعده‌ای عمومی و اجتماعی شود و رواج تجمل‌گرایی خصوصاً در بین مسئولان، فقری را در بین مردم ایجاد می‌کند به نام فقر احساسی؛ یعنی اینکه خود فرد ممکن است فقیر نباشد ولی خود را با کسانی الگو می‌داند مقایسه می‌کند و اگر کمتر باشد، احساس فقر می‌کند. احساس فقر خطرناک‌تر از فقر واقعی است. فقیران واقعی ممکن است کم باشند، اما کسانی که فقیر احساسی هستند، بسیار زیاد هستند. با شیوع این نوع از فقر منابع کشور به سمت تهیه کالای لوکس خواهد رفت و تولید نسبی کالای ضروری کم می‌شود و قیمت‌ها بالا می‌رود و باز هم فقر بالا می‌رود. از احساس فقر و فلاکت به‌عنوان پاشنه آشیل دولت روحانی نام برده شده است.

### فساد و ساختار دینی
تقدس، عاملی است که مانع سؤال و بررسی می‌شود. ایرانیان از سال‌ها پیش راه مسکوت گذاشتن بررسی و حقیقت‌یابی را به خوبی یافته بودند. در نظام جمهوری اسلامی ایران، تقدس با فساد مرتبط بوده است. پس از انقلاب ۱۳۵۷ ایران، اصلاح‌طلبان و اصول‌گرایان از این تقدس و عدم پاسخگویی همراه آن بهره بسیار برده‌اند، و رسانه‌ها به‌عنوان رکن چهارم دموکراسی به جای بررسی و پیگیری، به استحکام فساد کمک کرده‌اند.

### فساد و نئولیبرالیسم
برخی از اقتصاددانان نئولیبرالیسم در ایران را ریشه فساد اقتصادی در این کشور می‌دانند. در اثر سیاست‌های تعدیل ساختاری و با تغییر نگاه به جامعه و اقتصاد، فردگرایی مبتذلی حاکم شد که کل سرمایه اجتماعی انباشته شده در دهه نخست انقلاب را به سرعت نابود کرد و به فنا داد؛ سرمایه اجتماعی که برایش هزینه گزافی پرداخت شده بود و صدها هزار کشته، بخشی از هزینه‌های شکل‌گیری سرمایه اجتماعی دهه اول انقلاب ایران بود؛ به دنبال این تغییر نگاه، پیگیری نفع شخصی نگاه مسلط بر جامعه شد. بنیادگرایان بازار ابتدا با تسخیر دولت و مجلس و با استفاده از ابزارِ زورِ دولت و تهدید معترضان، سیاست‌هایی را که در شرایط عادی با مقاومت روبرو می‌شد به تصویب رساندند و به اجرا درآوردند و وقتی با اعتراض‌های مردمی روبرو شدند انگشت اتهام را متوجه دولت‌ها کردند؛ دولتهایی که به تسخیر خود درآورده بودند و سال‌های سال علی‌رغم تغییر، دولت‌ها در تسخیر همین تفکر باقی ماندند.

### فساد و بحران جنسی
جامعه‌ای که دچار «بحران جنسی» است، به‌طور قطع دچار «بحران سیاسی-اقتصادی-اخلاقی» نیز خواهد بود. انگیزه بسیاری از فسادهای اقتصادی ناشی از بحران جنسی ست. اگر امیال جنسی به شکلی سازمان یافته سرکوب نشده بود، شاید کشور ایران شاهد این حجم از فساد مالی برای داشتن زندگی «لاکچری» نبود. ولع بیمارگونه برای داشتن زندگی لاکچری بیش از هر چیز حکایت از «بحران جنسی» جامعه دارد. در هیچ‌کجای جهان برای داشتن «رابطه جنسی» نیازی به این‌همه طلا و ویلا و ماشین شاسی بلند و برند نیست. فردی که برای جذب جنس مخالف، لابی می‌کند تا وام میلیاردی بگیرد و با آن «مازراتی» بخرد را نمی‌توان تنها با «اقتصاد سیاسی» توضیح داد.

### نفت و فساد
درآمدهای نفتی منبع عمده درآمد ایران است. نفت در گسترش فساد و استبداد در ایران نقش بسزایی داشته است. بین قیمت نفت و فساد در ایران رابطه وجود دارد. درآمدهای زیاد دولت ناشی از فروش محصولات نفتی، باعث شده که فعالیت‌های تولیدی و رقابت آزاد به موضوعی فرعی در ایران بدل شود. در کشورهای دارای اقتصاد دولتی و رانتی هر قدر که سهم درآمد ناشی از فروش منابع طبیعی در اقتصاد افزایش یابد، از اهمیت فعالیت‌های واقعی تولیدی کاسته می‌شود. یکی از علل وقوع اصلاحات ارضی در دوران پهلوی‌ها، جایگزین شدن تدریجی درآمد حاصل از فروش نفت به جای درآمد حاصل از مالیات زراعی بود. درآمد سرشار نفت حکومت را از خراج روستانشینان بی‌نیاز نمود و نقش کشاورزی را در سرنوشت مملکت بیرنگ کرد.

### استبداد و فساد
در حاکمیت اقتدارگرای مذهبی ایران نهادهای نظامی، اطلاعاتی و دینی آزادی عمل زیادی برای فعالیت اقتصادی دارند و از نظارت بر عملکرد آن‌ها را جلوگیری می‌شود. حکومت‌های استبدادی وجود نهادهای مستقل نظارتی را برنمی‌تابند و مانع شکل‌گیری نهادهای جامعه مدنی می‌شوند.

### دلایل فردی و اجتماعی
پایین بودن سطح اعتماد به نفس به‌خصوص و بیش از همه نزد جوانان از علل اصلی پیدایش ناهنجاری‌های فردی و اجتماعی هستند و اعتماد به نفس منبع و سرچشمه نیروهای محرکه رشد انسان است. مسئولان ایران در پی ایجاد ترس در نزد جامعه بوده‌اند. و تضعیف نیروی شخصیت و اعتماد به نفس به همراه گسترش ابعاد عمیق فقر و بی‌عدالتی و فشارهای ناشی از محرومیت‌ها ذهن افراد را برای دور زدن قواعد اجتماعی آماده می‌کند و با فراهم آمدن شرایط سقوط ارزشها، تبهکاری در اجتماع افزایش پیدا می‌کند.

### فساد و دستگاه بروکراسی
بنیان‌های مشکل‌آفرین تشکیل‌دهنده ساختار اقتصاد ایران از دوران پهلوی گذارده شد. در دوره پهلوی بخش بزرگ‌تر جمعیت ایران در روستاها زندگی می‌کرد که بنابر شرایط آن زمان یک اقتصاد خود بسنده معیشتی داشتند؛ و از همان سال‌ها ساختار اقتصادی و اداری در ایران با بنیان‌های کج متولد شد. انهدام‌های متعدد، الگو برداری، ناهمگون بودن برنامه‌ریزی‌ها زمینه فساد اداری را فراهم کرد و نهادینه نشدن نظام اداری واقعی در ایران زمینه‌ساز انحراف و در نهایت فساد را در جامعه فراهم کرد.
یکی از مهم‌ترین چالش‌های کنونی نظام سیاسی جمهوری اسلامی در سطح کلان این بوده است که تحقق آرمان‌ها و اهداف عالی انقلاب بر عهده دستگاه بوروکراسی گذارده شده است در حالی که نظام اداری ایران نتوانسته آرمان‌های ارزشی انقلاب را محقق سازد.

### فساد و دستگاه قانونگذاری
وضع قوانین تبعیض آمیز به نفع سیاستمداران قدرتمند و طبقات مورد لطف حکومت را فساد قانونی می‌گویند. برای مثال قوانینی که انحصار یک محصول را به یک فرد یا گروه از افراد اختصاص می‌دهند، نمونه‌هایی از این نوع فساد است. قوانین مبهم و شکاف دار، که زمینه را برای رساندن منافع به قدرتمندان فراهم می‌کند نوعی فساد قانونی است.
در ایران انباشت قوانین نوعی «تورم قوانین» را ایجاد کرده است و انبوهی قوانینی که تعداد زیادی از آن‌ها مربوط به سال‌های بعد از انقلاب ایران است، برای مجریان قانون ایجاد سردرگمی نموده است. به‌دلیل حجم بالای این قوانین، تنقیح این قوانین و برطرف کردن این مشکل حتی از عهده خود مجلس نیز بر نمی‌آید.
یکی از دلایل مهم فساد اداری و اقتصادی، نابسامانی قوانین است که ناشی از مشابهات، مغایرات و تناقضات موجود در قوانین می‌باشد. پارلمان ایران یک واحد تنقیح قوانین دارد اما این واحد، تاکنون کار چشمگیری انجام نداده است.
در زمانی که در ایران حدود ۱۱۰ سال از تشکیل نهاد قانون‌گذاری می‌گذرد تعداد ۱۱ هزار قانون تصویب شده است در مقایسه با فرانسه که حدود ۲۰۰ سال است از نهاد قانون‌گذاری گذشته است حدود ۳۸۰۰ قانون تصویب کرده‌اند و دائم در مجلس شورای اسلامی قوانین مختلف تصویب می‌شود.
مقررات‌زدایی به‌عنوان یکی از راه‌ها برای جلوگیری از فساد در نظر گرفته شده است و به‌نظر می‌رسد اگر در بعضی جاها مدام بر ضرورت مقررات‌زدایی و تسهیل فعالیت‌های اقتصادی تأکید می‌شود، برای رهایی از فساد سیاسی است.

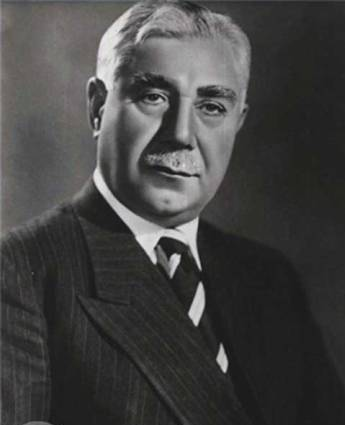
روزنامه تایمز آو ایزرائل در مقاله ای به قلم سخنگوی سابق دولت اسرائیل، ایلون لوی می‌نویسد که محمد ساعد مراغه ای نخست‌وزیر ایران، در هنگام تشکیل اسرائیل ۴۰۰ هزار دلار رشوه گرفت تا ایران اسرائیل را بصورت دو فاکتو به رسمت شناسد.

## فساد در بخش‌های مختلف کشور

### فساد تحصیلی و دانشگاهی
دانشگاه‌های علمی کاربردی وابسته به دستگاه‌ها هم وهن آموزش عالی بود هم به نوعی باعث ایجاد فساد در تولید مدرک تحصیلی برای کارمندان دولت صرفاً جهت افزایش حقوق بود که متوقف شده، اما باقی مانده‌ها در حال نظارت بیشتر و تقویت هستند.
داود حسینی، مدرس دانشگاه و پژوهشگر حوزه مطالعات سلامت اداری و مقابله با فساد یادداشتی در روزنامه مردم‌سالاری دربارهٔ مبحث فساد علمی در آموزش عالی دارد: … در یکی- دو دهه اخیر به دلایلی که بحثش را خواهم کرد، روند فساد در دانشگاه‌ها رو به فزونی نهاده است. به ویژه در سال‌های آخر دهه هشتاد شمسی و سال‌های آغازین دهه نود، فساد در آموزش عالی همانند سایر نهادها رو به فزونی نهاد. این فساد را در سه حوزه گونه‌شناسی نموده‌ام.
- گونه‌شناسی فساد در چارچوب کنشگران نهاد علم، شامل دانشجو، استاد و کارمند. اگر مثلثی را فرض کنیم که در یک راس آن دانشجو یک راس استاد و یک راس کارمند باشد. تمام این رئوس به صورت متقابل می‌توانند با یکدیگر وارد کنش فاسد شوند. در این صورت حداقل ۶ وضعیت را می‌توان متصور شد. برخی از اشکال فساد در چارچوب کنش استادان در ارتباط با دانشجویان: به‌طور کلی این تعامل فاسد را می‌توان در سه دسته کلی ۱- فساد در تولیدات مشترک علمی۲- فساد و سوء استفاده اقتصادی ۳- تعاملات اخلاقی فاسد، دسته‌بندی کرد. بسیاری از این ارتباطات فاسد در راستای نوچه پروری، مٌبلغ پروری، بازاریاب آموزشی و پژوهشی، تقویت تیم خودی در مقابل سایر تیم‌ها و … نیز قابل صورتبندی است.
- گونه‌شناسی دیگر بر مبنای تعامل فاسد بین نهادها و سازمان‌ها است. از قبیل دریافت امتیازاتی برای اعضاء دانشگاه یا خود دانشگاه از نهادها، سازمان‌ها و شرکت‌ها در قبال ارایه مدرک در دوره‌های آموزشی و …(مدرک‌فروشی) یا پذیرفتن مدیر آن سازمان برای مقاطع دکتری، یا پذیرفتن به‌عنوان عضو هیئت علمی/ مدعو و … می‌توان متصور شده و مورد بحث و بررسی قرار داد.
- گونه‌شناسی بر مبنای فساد در تولیدات علمی: حداقل در پنج دسته از تولیدات علمی(کتاب، مقالههای منتشره در نشریات، پایان‌نامهها، پژوهش‌ها، و سمینارها و …)، صوری از فساد به اشکال مختلف وجود دارد.[۸۸]

#### نحوه فاسد شدن دانشگاه‌ها در ایران
دانشگاه‌ها و موسسات عالی آموزشی ایران در ۴۴ سال گذشته به چهار روش فاسد شدند:
- سهمیه‌بندی. چپ‌ها و اسلامگرایان با ادعاهای عدالت‌خواهانه-بدون توجه به شایسته‌سالاری باعث فساد تحصیلات دانشگاهی در همه جای دنیا شدند و آن را از ارزش علمی ساقط کردند. برای توجیه این فساد، آن‌ها از سهمیه‌بندی برای برخی نقاط و اقشار محروم شروع می‌کنند و بعد به سهمیه‌بندی برای نیروهای شبه‌نظامی و نظامی، خانواده مقام‌ها و خود مقام‌ها می‌رسند. برای اینکه استادان دانشگاه هم راضی باشند سهمیه‌هایی برای فرزندان آن‌ها در نظر می‌گیرند. سال ۱۳۹۵ برای نخستین بار فاش شد که حدود ۴۰۸ سهمیه دانشگاه‌های علوم پزشکی متعلق به سپاه پاسداران انقلاب اسلامی بوده است. ۶۰ درصد دانشجویان پزشکی، داروسازی و دندانپزشکی کشور در دانشگاه‌های دولتی سهیمه‌ای‌اند. در حال حاضر، ۲۶ سهمیه فعال در کنکور وجود دارد که اکثراً مصوبه شورای عالی انقلاب فرهنگی یا مجلس‌اند (ایسنا ۷ فروردین ۱۴۰۱).
- عطش استاد شدن قدرتمندان و هدایت عمومی از این طریق. وجه دیگر چگونگی فاسد شدن دانشگاه‌ها تزریق مقام‌های سیاسی، روحانیون و بسیجیان و سپاهیان در کادر علمی بوده است. امروز همه چماقداران و مداحان و واعظان و تصمیم‌گیران کشور هم استاد دانشگاه‌اند و اگر مشکلی در ورود پیدا کرده‌اند خود دانشگاه یا رشته تأسیس کرده‌اند (مثل رشته مداحی). این‌ها همه با رانت حکومتی و اسلامگرا و نظامی و امنیتی بودن به دانشگاه وارد شده‌اند. بسیاری از آن‌ها تنها با توصیه مقام‌های بالاتر در دانشگاه مقام ظاهراً علمی گرفته‌اند. بخشی دیگر، به‌دلیل بسیجی و آقازاده و طلبه بودن در دوره‌های عالی داخل و خارج کشور قبول شده و بعد در کادر علمی استخدام شده‌اند (مثل بورسیه‌های دکترای برای سه هزار نفر در خارج کشور در دوره احمدی‌نژاد). هیچ استادی در برابر تقلبهای این گروه در سطوح مختلف ارتقا ایستادگی نمی‌کند چون هزینه بالایی دارد.
- عطش کسب آسان مدرک و فخرفروشی. آن دسته از روحانیون و سپاهیان و مقام‌هایی که نمی‌خواستند دردسر یا بی‌آبرویی فساد و تقلب در روال آموزشی موجود یا کسب مدرک در دوره مدیریت دولتی را بر خود هموار کنند خود دانشگاه تأسیس کرده و برای خود مدرک آسان فراهم کردند. این یک مرحله به مدرک‌سازی دانشگاه هاوایی و آکسفورد که برخی مقام‌ها به آن مرتکب شدند نزدیک‌تر است. دانشگاه‌هایی که سپاه (دانشگاه امام حسین)، روحانیون (امام صادق، علوم اسلامی رضوی، باقر العلوم، مفید و امام خمینی) و مقام‌های مختلف تأسیس کردند صرفاً همین هدف را دنبال کرده و ده‌ها تُن مدرک برای روحانیون، سپاهیان و دیگر اعضای قشر حاکم فراهم آورده است.
- نابود کردن استقلال مالی، علمی و اداری دانشگاه‌ها با دولتی ساختن همه ابعاد آن‌ها و سیاسی کردن صدور مجوز دانشگاه غیردولتی. روسای دانشگاه‌های دولتی را حکومت (شورای عالی انقلاب فرهنگی) و هیئت امنای آن‌ها را دولت تعیین می‌کنند؛ بودجه آن‌ها را دولت می‌دهد و حتی محتوای دروس و کتب درسی را دولت مشخص می‌کند. دخالت‌های دولت در دانشگاه‌های ظاهراً غیردولتی با اینکه با بودجه دولت اداره نمی‌شوند، کمتر از دانشگاه‌های دولتی نیست. دانشگاه آزاد ظاهراً دولتی نیست، اما به دست مقام‌های حکومتی تأسیس شد و منصوبان خامنه‌ای آن را مصادره کردند و از آن زمان تاکنون، آن را اداره می‌کنند[۸۹]

### فساد در قانونگذاری
به‌گفتهٔ ناصر کاتوزیان: قانون‌گرایی مفرط همراه با تعصب، بدون توجه به «اخلاق»، «شرافت» و «عرفان» در مواردی مضر است.
احسان سلطانی پژوهشگر اقتصادی، فساد در ایران را نوعی فساد سیستماتیک می‌داند و معتقد است که فساد رسمی و قانونی ابعادی به مراتب بیشتر و گسترده‌تر از فساد غیررسمی دارد.
آلبرت بغزیان استاد اقتصاد و عضو هیئت علمی دانشگاه تهران یکی از دلایل فساد اقتصادی را در قوانین و طرح‌هایی می‌داند که از ابتدا پیش‌بینی فساد در آنها آسان بود اما اراده‌ای برای جلوگیری از آن وجود نداشت. بغزیان معتقد است، در نظام سیاسی ایران، تصمیم‌گیری‌ها گاهی برای انجام فساد است. تصمیماتی که مشابه خارجی نداشتند و سوءاستفاده از آن هم بسیار واضح بوده است. بخشی از این تصمیمات مربوط به خوش‌خیالی قانون‌گذار است که قانونی را وضع می‌کند که بعدها از آن سوءاستفاده می‌شود. ولی بخش دوم که خیلی قوی‌تر است این است که به نظر آگاهانه چنین اتفاقی می‌افتد، مثل روز روشن است که سوءاستفاده می‌شود.
محسن رنانی معتقد است: «دیگر هیچ قانونی در این کشور، حتی تصویب قوانین بسیار مترقی، کمکی به اصلاح امور نخواهد کرد. دیگر نه افراد، بلکه سازوکارها فسادآمیز شده‌اند.»، خود دستگاه‌های نظارتی هم گرفتار سازوکارهای فسادآمیز شده‌اند. آیین‌نامه‌ها در پشت درهای بسته و با لابی گروه‌های رانت‌جو نوشته خواهد شد.
به‌گفتهٔ محمد ماشین‌چیان: اگر قرار بود تصویب قوانین بیشتر، جلوی فساد را بگیرد، وضعیت تورم قوانین در کشور ایران تا به حال فساد را ریشه‌کن کرده بود. تورم قوانین موضوعی است که کمتر از تورم نقدینگی به آن توجه می‌شود درحالی که اثر ویرانگر تورم قوانین کمتر از تورم نقدینگی نیست.
از نظر رنانی، چاره‌ای نیست جز پناه بردن به شفافیت تمام عیار با نظارت جامعه و کارشناسان مستقل تا راهی برای مخفی سازی منافعی که به‌وسیلهٔ قوانین دادوستد می‌شود باقی نگذارد، شاید از این راه بتوان ظرفیت فسادآفرینی قوانین را محدود کرد. در متن خود قانون، باید سازوکارهای شفافیت‌آفرین را تعبیه کرد و منتظر آیین‌نامه نماند.

### دولت‌ها
در سطح نظری گفته می‌شود بخش عمده‌ای از تقویت شدگان توسط دولت، حامیان و برآمدگان از دولت‌های وقت هستند؛ بنابراین در دولت‌ها با یک اراده و منطقی تلاش شده است هم‌پیمان‌های سیاسی دولت‌ها تقویت شوند. در واقع آغاز فساد از آنجا است.
بهمن احمدی امویی معتقد است: آبشخور مشترک تمام اصلاح‌طلب‌ها و محافظه‌کارانی که بعدها خود را اصول‌گرا نامیدند، رانت‌خواری و تصاحب مناصب و موقعیت‌ها و امکانات اجتماعی و اقتصادی کشور است.

### شوراها و شهرداری‌ها
طبق بررسی فرامرز رفیع پور از نظر مردم ایران در بین ادارات بیشترین میزان فساد در شهرداری وجود داشته است. فساد در شوراهای شهر و شهرداری‌ها موضوعی حایز اهمیت است. چون این دو نهاد که در دموکراسی‌های فدرالی به منزله مجلس و دولت محلی هستند، نقش مهمی را در زندگی اجتماعی، اقتصادی و فرهنگی مردم به‌عهده دارند. همچنین به‌دلیل سابقه ذهنی که اکثر مردم از فساد در شهرداری‌ها دارند، اهمیت موضوع فساد در شوراهای شهر و شهرداری را نشان می‌دهند.
چندین پرونده فساد در شهرداری‌ها و شورای‌های شهر چندین شهر در طی سال‌های گذشته وجود داشته است که پس از افشای فساد، با متخلفان برخورد شده است. به‌عنوان نمونه پس از افشای فساد در شورای شهر ارومیه، ۵ نفر از اعضای شورای آن شهر، به دستور مقام قضایی، حکم تعلیق برایشان صادر شد. یا در شیراز، پس از کشف فساد و تبانی در شهرداری، فرد متخلف به جریمه مالی و مجازات زندان محکوم گردید. در شهرداری تهران نیز تخلفاتی بوده است که با متخلفان برخورد شده است.
علی صابری عضو حقوقدان شورای شهر تهران ریشه کن کردن مبانی فساد در شهرداری‌ها را غیرممکن توصیف می‌کند. رحمت‌الله حافظی رئیس کمیسیون سلامت و محیط زیست شورای شهر در سال ۱۳۹۴ اظهار کرد که فساد اداری و مالی حاکم بر این سازمان و زیر مجموعه‌های آن در سنوات گذشته نه تنها ریشه کن نشده، بلکه دامنه آن وسعت نیز داشته و انجام سریع برخی امور از دو مسیر، داشتن رابطه یا پرداخت رشوه قابل حصول است. رحمت‌الله حافظی عضو دوره چهارم شورای شهر تهران معتقد است که شورای شهر تهران، سنتی، پوسیده و ناکارآمد است و فساد مالی حاکم بر شهرداری تهران ناشی از بی‌کفایتی و فقدان سازوکارهای مناسب نظارتی شورا است.

### ویژه‌خواری در شورای شهر تهران
نرگس معدنی پور عضو شورای شهر تهران دختر بیست ساله خود فاطمه منصورلی را در شورای شهر به‌عنوان رئیس دفتر خود استخدام کرده بود. در هفته آخر دیماه ۱۴۰۱ بعضی افراد فیش حقوقی این دختر بیست ساله را افشا کردند که حقوق ماهانه او نزدیک به ۳۴ میلیون تومان (در ۱۴۰۱دیماه) بود. در تصویر منتشر شده از این فیش مشخص است که علاوه بر حقوق ماهانه، شورای شهر تهران از محل بودجه عمومی، هزینه‌های شخصی مانند مکالمات تلفن همراه، رفت‌وآمد از منزل به محل کار و همچنین تنقلات فاطمه منصورلی در محل کار را پرداخت می‌کند. بیش از ۳ میلیون و دویست هزار تومان حق جذب و بیش از ۸ میلیون و ۶۰۰ هزار تومان اضافه کاری (حدود دوبرابر حقوق مصوب یک کارگر) اضافه کاری ماهانه در فیش مزبور دیده می‌شوند. مهدی چمران، رئیس مسن شورای شهر تهران، از نرگس معدنی‌پور و دختر او دفاع کرد و گفت طبیعی است که حقوق رئیس دفتر عضو شورای شهر تهران از کارمندان دولت یا ادارات خصوصی بیشتر باشد. او توضیح نداد که دلیل تفاوت عمده حقوق روسای دفاتر اعضای شورای تهران با سایر کارمندان و کارگران ایرانی چیست و این دختر جوان به جز هماهنگی برنامه‌های روزانه مادرش، چه کار خاص دیگری انجام می‌دهد. مهدی چمران روز شنبه ۲۴ دی‌ماه به خبرگزاری فارس گفت: کسی که عضو شورای شهر می‌شود می‌تواند رئیس دفترش را با خودش بیاورد. به‌دلیل اینکه رئیس دفتر یک سری وظایف خاص دارد.
علی خضریان از نمایندگان مجلس یازدهم با انتشار توئیتی نسبت به ویژه‌خواری آقازاده یکی از اعضای شورای شهر تهران واکنش نشان داد. خضریان در توئیت خود به روند فاسد استخدام وابستگان اعضای شورای شهر در شهرداری تهران نیز اشاره کرد. وی نوشت در شورای شهر تهران هریک از نمایندگان دو نفر را یکی به‌عنوان رئیس دفتر و دیگری راننده از نزدیکان خود استخدام می‌کنند که روند غلطی است که ادامه دارد. باید شفاف اعلام شود ویژه‌خواری از چه دوره‌ای در شورای شهر شروع شده و چه تعدادی تاکنون از این طرق جذب شهرداری شده‌اند.

### بانک‌ها
فساد موجود در نظام بانکی ایران یکی از راه‌های اصلی تبدیل شدن سرمایه‌داران ایرانی به مفسدان اقتصادی است.
و این فساد از انحراف سراسری موجود در نظام بانکی ایران نشات می‌گیرد.

### خودروسازان
بازار خودرو کشور در انحصار همه‌جانبه تولید، عرضه و قیمت گذاری است.
بر طبق گزارش تحقیق و تفحص مجلس از دو شرکت مهم خودروسازی یعنی ایران خودرو و سایپا در ۳۰ اردیبهشت ۱۳۹۹، این دو شرکت با اتهامات زیر روبرو شدند:
1. ساختار 'تو در توی' مالکیت؛
2. رابطه خودروسازان با قطعه‌سازان؛
3. فروش فولاد وارداتی در بازار؛
4. اتهام 'تبانی' با قطعه‌سازان؛
5. مدیریت 'دولتی - محفلی'؛
6. گرانی خودرو؛
7. فساد در پیش فروش: 'رانت به دلالان و افراد ویژه'[۱۱۸]؛
8. سرمایه‌گذاری‌های سیاسی: ۹۰ میلیون دلاری که در سنگال سوخت[۱۱۹][۱۲۰][۱۲۱]

سی‌ام اردیبهشت ماه ۱۳۹۹ غلامحسین اسماعیلی در بیست و ششمین نشست خبری خود گفته است «شرکت سایپا با داشتن ۶۰۰ نمایندگی تنها خودروهای خود را به ۱۵ نمایندگی می‌داد و ۹۳ درصد فروش این شرکت توسط این نمایندگی‌ها رخ می‌داد. از طریق یک فساد در سیستم فروش و مدیریت شرکت سایپا فردی با نام وحید بهزادی به همراه همسرش نجوا لاشیدایی توانستند شش هزار و ۷۰۰ خودرو را پیش خرید کنند.»

#### احتکار خودرو در پارکینگ خودروسازان
خودروسازان در موارد متعددی متهم به احتکار خودروها در پارکینگ‌ها با هدف افزایش قیمت آن در بازار شده‌اند. خودروسازان علت این موضوع را کمبود قطعات ذکر می‌کنند.
سازمان بازرسی کل کشور با استناد به سیاست‌های کلی اصل ۴۴ قانون اساسی، در دی ماه ۱۴۰۰، اقدام خودروسازان را از مصادیق احتکار منجر به اخلال در رقابت تلقی و اعضای هیئت مدیره خودروسازان را تفهیم اتهام کرد.

### بنیاد شهید
در سال ۱۳۹۲ تحقیق راجع به فساد در بنیاد شروع شد. سال بعد غلامعلی جعفرزاده ایمن‌آبادی، رئیس کمیته تحقیق و تفحص مجلس از بنیاد شهید گفت: «حجم فسادهای مالی آن قدر زیاد است که می‌ترسیم اگر آنها را افشا کنیم مردم شوکه شوند.» به گزارش سایت خبری «بهار»، سال ۹۲ پس از برملاشدن ماجرای اختلاس ۱۷۰ میلیارد تومانی (حدود ۶۰ میلیون دلار) در بنیاد شهید، برخی از مسئولان بنیاد مدعی شدند پول از کشور خارج نشده و با درایت آنان متهمان ممنوع‌الخروج شده‌اند. ولی جعفرزاده ایمن‌آبادی، گفت برخلاف ادعاها، این پول قابل بازگشت نیست و از کشور خارج شده است. او به روحانی توصیه کرد از بدنه بنیاد شهید و امور ایثارگران رئیس انتخاب نکند زیرا بسیاری از آنها در این تخلفات نقش دارند.

### بخش شبه دولتی
یکی از مهم‌ترین منابع فساد اقتصادی در ایران، صندوق‌های شبه دولتی است که با تکیه بر ماهیت نیمه خصوصی خود گاه به حیاط خلوت اختلاس‌گران و چپاول‌گران تبدیل شده است. این امر در دولت نهم و دهم که انضباط مالی و اداری چندانی بر اقتصاد ایران حاکم نبود، بیش از گذشته رخ نمود. در تازه‌ترین دور افشاگری‌های سیاسی اقتصادی مدیران ارشد دولت یازدهم، اسلامیان رئیس صندوق بازنشستگی کشور از سه فساد اقتصادی میلیاردی در این صندوق خبر داد. در یک مورد زمین ۱۵۰ میلیارد تومانی به قیمت ۲۳ میلیارد تومان به یک فرد واگذار شده بود. در بخشی دیگر نیز فردی با بیش از ۴ برابر قیمت در آمریکا تبدیل ارز را برای این سازمان انجام می‌داده است و در مورد دیگر فردی ۱۲۰ میلیون دلار مربوط به یک پتروشیمی را به سرقت برده است.

### بخش خصوصی
بخش خصوصی در ایران به نوعی در تله قرار گرفته است و ناچار است حتماً رشوه بدهد تا کارش انجام بشود. در غیر این صورت موجودیتش به خطر می‌افتد.

### در نمایندگان مجلس
عابد فتاحی عضو مجلس شورای اسلامی می‌گوید که شدت فساد در جمهوری اسلامی به حدی است که حتی خود نماینده‌ها نیز برای پیگیری و انجام بسیاری از کارها مجبور به پرداخت رشوه هستند. وی تأکید دارد که در جمهوری اسلامی، فساد و رشوه و اختلاس به یک نوع هنجار تبدیل شده است.
حداد عادل، نماینده مجلس شورای اسلامی، دریافت رشوه از سوی نمایندگان مجلس را «عادی» می‌داند. وی معتقد است پول گرفتن نمایندگان برای کمک به امر انتخابات امری جاری و مرسوم در همه دوره‌ها بوده چرا که نمایندگان سرمایه‌دار نیستند که بتوانند هزینه‌های لازم در مسیر انتخابات خود را تأمین کنند بالاخره از یک جایی کمک می‌گیرند و این یک امر بدیهی است.
احمد امیرآبادی فراهانی نایب رئیس مجلس شورای اسلامی در یک مصاحبه اظهار داشت که آقای زنگنه در در دو دوره مسئولیتش در دولت‌های آقایان خاتمی و روحانی، ۶۰ نفر از نمایندگان را در وزارت نفت استخدام کرد، وی گفت: او تنها در دوره قبل، ۲۵ نماینده و از سال ۱۳۹۲ تا سال ۱۴۰۰ هم که دوباره وزیر شد، ۳۵ نماینده را به وزارت نفت برده است.

### در قوه قضائیه
به‌نظر می‌رسد جریانی از فساد در درون قوه قضائیه ایران وجود دارد.
وحید اشتری، فعال رسانه‌ای اصول‌گرا، در گفت‌وگو با دیده‌بان ایران با اشاره به واگذاری دستگاه قضایی جمهوری اسلامی به مجتهدین اسلامی گفت که حوزه‌ای که دربست در اختیار مجتهدین بوده «فاضلاب» و «ناکارآمدترین» بخش حکومت شده است.
نمونه‌هایی از فساد در قوه قضاییه در زیر آمده است:
اکبر طبری، معاون صادق لاریجانی در زمان ریاست بر قوه قضاییه، که به گفته نماینده دادستان طی «حدود ۲۰ سال» حضور در دستگاه قضایی «راه اجرای عدالت را در مورد برخی از متهمان دانه درشت اقتصادی سد کرده و با تشکیل گروه مجرمانه در معاونت اجرایی سابق حوزه ریاست قوه قضاییه موجب شده تا دفتر وی به کانونی جهت مراجعه برخی از متهمان برای حل پرونده خود تبدیل شود».
در کیفرخواست اکبر طبری -علاوه بر ده‌ها میلیارد تومان رشوه مستقیم- از جمله به مواردی همچون دریافت غیرقانونی «زمینی به مساحت ۳۰۰ متر مربع در خیابان کریم خان»، «زمینی مشجر به مساحت هزار و ۶۵۷ متر مربع واقع در لواسان»، «آپارتمان اداری به مساحت ۱۰۸ متر مربع در قیطریه تهران»، «۵ قطعه زمین و یک ویلا در بابلسر»، «۳ واحد خانه در برج فلورای فرمانیه»، «۳ دستگاه آپارتمان مسکونی در کامرانیه شمالی» اشاره شده است.
در نخستین جلسه دادگاه بررسی پرونده باند فساد در دستگاه قضا در ۱۸ خرداد ۱۳۹۹، نام قاضی منصوری در کنار متهمان دیگر از جمله اکبر طبری ذکر شد. در آن زمان مشخص شد که چهار نفر از متهمان این پرونده حسن نجفی (متهم ردیف دوم)، مصطفی نیازآذری (متهم ردیف پنجم)، محمد انوشه (متهم ردیف هفتم) و غلامرضا منصوری (متهم ردیف نهم) در خارج از ایران و به گفته دادستانی متواری‌اند.
غلامرضا منصوری متهم ردیف نهم پرونده قضایی اکبر طبری که از کشور متواری شده بود، به دریافت رشوه بالغ بر ۵۰۰ هزار یورو متهم شد. او که هنگام برگزاری دادگاه حضور نداشت، مشخص شد که به آلمان گریخته است.
قاضی دیگری که نامش در محاکمات خرداد ماه ۱۳۹۹ مطرح شد بیژن قاسم‌زاده بازپرس سابق شعبه دوم دادسرای فرهنگ و رسانه است که در اردیبهشت ۹۷ حکم توقیف تلگرام را نیز صادر کرده بود. بیژن قاسم‌زاده سنگرودی به جرم تأثیر دادن نفوذ افراد و همچنین دریافت رشوه به انفصال دائم از خدمات دولتی و ۱۰ سال حبس تعزیری و ضبط مال ناشی از ارتشا و جزای نقدی محکوم شد.
سعید مرتضوی رئیس سابق دادگاه مطبوعات و دادستان سابق تهران بود. نام او در گزارش کمیته تحقیق مجلس ششم به‌عنوان عامل قتل زهرا کاظمی عکاس ایرانی-کانادایی، و در گزارش کمیته تحقیق مجلس هشتم به‌عنوان مقصر اصلی پرونده شکنجه و قتل زندانیان بازداشتگاه کهریزک ذکر شد.
در خرداد ۹۶ غلامحسین محسنی اژه‌ای معاون اول قوه قضاییه اذعان کرد که علی اکبر حیدری فر دادیار وقت دادگاه انقلاب در ماجرای کهریزک "دو پرونده دارد که یکی هنوز قطعی نشده و دیگری چون چند اتهام داشته مجازات [آن] سنگین است". او با تأیید زندانی بودن حیدری فر گفت در مورد پرونده دوم "برای او اشد مجازات یعنی ۱۵ سال حبس اعمال شده‌". در تیر ۹۶ غلامحسین اسماعیلی رئیس وقت دادگستری استان تهران جرایم حیدری فر را "تصرفات غیرقانونی، استفاده غیرقانونی از اموال دولت، ارتشا، استفاده از سلاح و درگیری در حوزه‌های مختلف" دانست و در اسفند ۹۶ عباس جعفری دولت‌آبادی دادستان وقت تهران، از صدور کیفرخواست دیگری علیه علی‌اکبر حیدری‌فر با شش عنوان اتهامی خبر داد.
با پایان مسئولیت محمد یزدی و روی کار آمدن محمود هاشمی شاهرودی، رئیس جدید قوه در ۶ آبان ۱۳۷۸، در سخنرانی معروفی در گردهمایی قضات و مدیران کل دادگستری استان تهران گفت: «اینک ما وارث یک خرابه و ویرانه در بخش مالی، اداری، قضایی و قوانین در این قوه هستیم.»

### در روحانیت
خمینی گفته بود: اگر - خدای نخواسته - در حوزه علمیه فسادی به وجود آید - ولو در دراز مدت - در سرتاسر ایران آن فساد پیدا می‌شود.
نه تنها در سال‌های پس از انقلاب (و به گواهی پرونده‌های مفتوحه و مختومه در دادگاه روحانیت و …) مواردی از فساد اقتصادی و سیاسی و حتی اخلاقی در روحانیت و خانواده‌های روحانیان وجود داشته بلکه در ادوار گذشته و از جمله در رژیم پهلوی هم برخی از بیوت علما به مسائلی از قبیل ثروت‌اندوزی، قدرت‌طلبی، رابطه با استبداد و استعمار مبتلا بوده‌اند.
فساد اقتصادی در خانواده‌های روحانیون (که پدیده مشابه آن در میان فرزندان سایر قشرها انقلابی که امروز مسئولان نهادهای مختلف حاکمیت‌اند، هم وجود دارد) پدیده‌ای است که در اثر نسبت مستقیم (و دربارهٔ برخی علما، غیرمستقیم) با قدرت مستقر تشدید شده است.
عباس پالیزدار در سال ۱۳۸۷ طی دو سخنرانی در روزهای ۱۴ اردیبهشت در دانشگاه بوعلی همدان و هفتم خرداد در دانشکده حقوق دانشگاه شیراز دستکم ۵۰ تن از مقامات ارشد و روحانیان با نفوذ جمهوری اسلامی را به «فساد اقتصادی»، «رانت خواری» و در برخی موارد به «فساد اخلاقی» متهم کرده است.
از جمله مقام‌هایی که وی در سخنرانی‌های خود از آنها نام برده است می‌توان به افراد زیر اشاره کرد: عباس واعظ طبسی، تولیت آستان قدس رضوی به همراه فرزندش ناصر واعظ طبسی، آیت الله محمد امامی کاشانی، عضو سابق شورای نگهبان و امام جمعه تهران، محمد یزدی از اعضای سابق شورای نگهبان، مجلس خبرگان، و دبیر جامعه مدرسان حوزه علمیه قم و رئیس سابق قوه قضاییه و فرزندش حمید یزدی، ابوالقاسم خزعلی، عضو جامعه مدرسان و عضو سابق فقهای شورای نگهبان، علی اکبر ناطق نوری، رئیس بازرسی ویژه دفتر آیت الله علی خامنه‌ای، رهبر جمهوری اسلامی، حجت الاسلام معزی، معاون دفتر رهبر جمهوری اسلامی، محسن رفیقدوست، رئیس سابق بنیاد مستضعفان و از بنیانگذاران سپاه پاسداران، حبیب‌الله عسگراولادی، دبیرکل موتلفه اسلامی، علی فلاحیان، وزیر اسبق اطلاعات و علی اکبر هاشمی رفسنجانی به اتفاق فرزندانش.

### شرکت نفت
سیدحمید حسینی ۷ شهریور ۱۳۹۵ در مصاحبه با خبرگزاری شرق می‌گوید: «میانگین دریافت حقوق سالانه هر کارمند در وزارت نفت، حدود ۱۰۰ میلیون تومان است (ماهانه ۸٫۳ میلیون تومان در سال ۹۵).» بررسی‌های آماری نشان می‌دهد در سال ۱۳۹۸ هر کارمند شرکت ملی نفت ایران به‌طور میانگین ۱۷ میلیون و ۸۸۸ هزار تومان حقوق و مزایا دریافت می‌کند.
بر طبق گزارش دیوان محاسبات از حقوق‌های نجومی در مهر ماه سال ۱۳۹۵، بیشترین پرداخت‌های حقوق ماهیانه مازاد بر ۲۰۰ میلیون ریال مربوط به دستگاه‌های خارج از شمول قانون مدیریت خدمات کشوری از قبیل شرکت‌های تابعه و وابسته به وزارت نفت، وزارت بهداشت، درمان و آموزش پزشکی، بانک مرکزی ایران، بانک‌ها و بیمه‌ها می‌باشد.
در خرداد ۱۳۹۹ کیانوش جهانبخش نماینده استان هرمزگان در شورای عالی استان‌ها گفت: "برخی از نمایندگان ادوار مجلس با ارتباط و رایزنی و شاید هم خوش‌خدمتی به استخدام وزارت نفت درآمده‌اند و این افراد حقوق نجومی بدون هیچ فعالیتی می‌گیرند، در حالی که حقوق کارگران پرداخت نمی‌شود!"
به گزارش مشرق، "شرکت هلدینگ خلیج‌فارس و زیر مجموعه‌های آن تبدیل به حیاط خلوت بزرگی برای بازنشستگان نفتی شده است که با دریافت حقوق‌های نجومی همچنان در مسیر خدمت به کشور هستند!"اعضای هیئت مدیره و مدیرعامل شرکت صنایع پتروشیمی خلیج فارس توسط وزیر نفت تعیین می‌شود و امور این شرکت زیر نظر وزیر نفت و دستیار ویژه زنگنه یعنی آیدین ختلان است.

## فهرست نام‌های برخی از متهمان به فساد اقتصادی
عباس پالیزدار، دبیر کمیته تحقیق و تفحص از قوه قضاییه در خردادماه ۱۳۸۷ در دو سخنرانی، افشا کرد که ۵۰ تن از مقامات و روحانیان بلندپایه نظام جمهوری اسلامی در فساد اقتصادی دست دارند
1. مرجان شیخ‌الاسلامی آل آقا (اختلاس در فروش نفت ایران - اختلاس بیش از ۷/۴ میلیارد دلار در یک پرونده)[۱۵۱][۱۵۲][۱۵۳]
2. معصومه دری (مدیرعامل شرکت بازرگانی پتروشیمی ایران دفتر دوبی، فساد در قراردادهای نفتی و فساد در فروش نفت ایران)[۱۵۴]
3. علی اشرف‌ریاحی، داماد محمدرضا نعمت‌زاده (کمک به اختلاس مرجان شیخ‌الاسلامی آل آقا)[۱۵۵][۱۵۶]
4. اکبر هاشمی رفسنجانی؛ دومین رئیس مجمع تشخیص مصلحت نظام، دومین رئیس مجلس خبرگان رهبری، چهارمین رئیس‌جمهور ایران، نخستین رئیس مجلس شورای اسلامی، وزیر پیشین کشور؛[۱۵۰]
5. مهدی هاشمی رفسنجانی به اتهام دریافت رشوه از شرکتهای نفتی[۱۵۰]
6. عباس واعظ طبسی (سرپرست سابق آستان قدس رضوی)؛[۱۵۰]
7. ناصر واعظ طبسی؛ در پرونده المکاسب[۱۵۰]
8. محمد یزدی (از اعضای سابق شورای نگهبان و مجلس خبرگان، دبیر پیشین جامعه مدرسان حوزه علمیه قم و رئیس سابق قوه قضاییه) و فرزندش حمید یزدی[۱۵۰]
9. محمد امامی کاشانی (عضو پیشین شورای نگهبان، نماینده ولی فقیه و امام جمعه تهران)؛[۱۵۰]
10. ابوالقاسم خزعلی (عضو پیشین جامعه مدرسان و فقیهان شورای نگهبان)؛[۱۵۰]
11. علی اکبر ناطق نوری (عضو مجمع تشخیص مصلحت نظام، نمایندهٔ پیشین مجلس و رئیس سابق بازرسی ویژه دفتر سید علی خامنه‌ای)؛[۱۵۰]
12. علی فلاحیان (وزیر پیشین اطلاعات)؛[۱۵۰]
13. عبدالحسین معزی (مشاور فرهنگی دفتر خامنه‌ای)؛[۱۵۰]
14. محسن رفیق‌دوست (رئیس پیشین بنیاد مستضعفان) و از بنیانگذاران سپاه پاسداران انقلاب اسلامی؛[۱۵۰]
15. حبیب‌الله عسگراولادی (دبیرکل سابق حزب مؤتلفه اسلامی)؛[۱۵۰]
16. یحیی رحیم صفوی (فرمانده پیشین کل سپاه پاسداران انقلاب اسلامی)...[۱۵۰]
17. شبنم نعمت‌زاده، دختر محمدرضا نعمت‌زاده (فساد در واردات دارو و دارو فاسد شده)[۱۵۷][۱۵۸][۱۵۹]عبدالله شهبازی (یکی دیگر از توابین وابسته به مراکز امنیتی) دربارهٔ فساد اقتصادی افراد ذیل، افشاگری کرد.[۱۵۰]
18. محی‌الدین حائری شیرازی (نماینده ولی فقیه و امام جمعه سابق شیراز)؛[۱۵۰]
19. عبدالعلی نجفی (فرمانده سابق سپاه حفاظت انصارالمهدی)؛[۱۵۰]
20. روح‌الله حسینیان (از همکاران سعید امامی).[۱۵۰]
21. ناصر مکارم شیرازی (به‌عنوان سلطان شکر و بیش از ۱۰۰ میلیون دلار)؛[۱۶۰][۱۶۱][۱۶۲][۱۶۳]
22. صادق لاریجانی (دست‌کم ۳۰۰ میلیون دلار)؛[۱۶۲][۱۶۳]
23. جواد لاریجانی، ماجرای پروندهٔ زمین خواری؛[۱۶۴]
24. فاضل لاریجانی[۱۶۵][۱۶۶]؛
25. محمد امامی کاشانی (مالک چند معدن پرسود ایران)؛[۱۶۲][۱۶۳]
26. صادق محصولی (دبیرکل جبهه پایداری انقلاب اسلامی، وزیر پیشین کشور و رفاه و از اعضای سابق سپاه پاسداران انقلاب اسلامی)؛[۱۶۲][۱۶۳][۱۶۷]؛
27. غلامعلی حداد عادل ماجرای تصرف املاک بنیاد مستضعفان[۱۶۸]؛
28. حسین فریدون برادر حسن روحانی، ماجرای بانک ملت[۱۶۹]؛
29. مهدی جهانگیری برادر اسحاق جهانگیری، ماجرای قاچاق ارز[۱۷۰]؛
30. علی اکبر ولایتی، ماجرای ویلای هزارمتری سعدآباد[۱۷۱][۱۷۲]؛
31. حسن فیروزآبادی، ماجرای ویلای لواسان.[۱۷۳]
32. نرگس معدنی پور عضو شورای شهر تهران[۱۷۴]
33. محمد باقر قالیباف در املاک نجومی[۱۷۵][۱۷۶][۱۷۷][۱۷۸][۱۷۹] تخلفهای مالی سال ۹۳[۱۸۰] قرارداد صوری[۱۸۱][۱۸۲][۱۸۳] پرداخت رشوه[۱۸۴][۱۸۵][۱۸۶] پرونده عیس شریفی[۱۸۷][۱۸۸][۱۸۹][۱۹۰] استخدام گسترده در آستانه انتخابات[۱۹۱]
34. احمد هاشمی شاهرودی، برادرزاده و داماد محمود هاشمی شاهرودی در پرونده بانک سرمایه[۱۹۲]
35. کبری خزعلی خانه ۵۰ میلیون دلاری مصادره‌ای[۱۹۳]
36. مسعود موسوی اردبیلی برای مشارکت در خیریه میلیون دلاری[۱۹۴]املاک درکانادا[۶] ریاست ارثی دانشگاه مفید (پس از فوت پدرش)[۱۹۵]
37. ندا عین‌اللهی و جواد رضایی: در نیمه بهمن ۱۴۰۱ نامه‌ای از سازمان بازرسی خطاب به علیرضا زالی رئیس دانشگاه علوم پزشکی فاش شد که نشان می‌داد دختر و داماد بهرام عین‌اللهی وزیر بهداشت دولت سیزدهم به‌طور غیرقانونی در هیئت علمی دانشگاه علوم پزشکی بهشتی استخدام شده‌اند. نامه بیان می‌کرد که آنها در بیمارستان لبافی نژاد شغل اصلی دارند و بدون فراخوان عمومی و بدون سیر مراحل احراز صلاحیت به استخدام مضاعف درآمده‌اند[۱۹۶][۱۹۷]
38. اکبر رحیمی (مدیر عامل شرکت چای دبش و پرونده فساد مالی چای دبش)
39. غلامحسین کرباسچی (دبیرکل حزب کارگزاران سازندگی ایران، استاندار اسبق اصفهان و شهردار اسبق تهران)
40. کاظم صدیقی در ماجرای تسخیر باغ ۴۲۰۰ متری مدرسه علمیه امام خمینی در منطقه ازگل توسط «مؤسسه غیر تجاری پیروان اندیشه‌های قائم» که مالکان ان خود صدیقی و پسران و دوستان او هستند و عروسش بازرس شرکت است.[۱۹۸][۱۹۹][۲۰۰]

## فساد سیستماتیک
فساد سیستماتیک حالتی است که بقای نظام‌ها به وجود فساد بستگی پیدا می‌کند و در این حالت، در سازمان‌ها، مقرّرات و هنجارهای رفتاری، با فساد تطبیق پیدا می‌کند.
به گفته مهرداد البرز در نظام ایران اینطور نیست که راس هرم قدرت نیز شخصاً آلوده به فساد باشد، اما او در نهایت مسئول فساد کسانی معرفی خواهد شد که به اسم دفاع از همین نظام، به سودجویی مشغولند. این افراد راه‌های کسب و توزیع آزادانه اطلاعات محدود می‌کنند و در نتیجه، حکومتگر، هر چند که دنبال کشف حقایق باشد، باز هم دچار افراد و نهادهایی خواهد شد که برای کتمان حقیقت و پیشبرد منافع شخصی و گروهی خود، تمام توان خود را به کار می‌گیرند. فساد نهادینه شده تنها به شهروندان ظلم نمی‌کند بلکه خود سرکردگان اصلی حکومت هم قربانیان ظلمی هستند که کارگزارانشان به نام حکومت و با استفاده از اختیاراتی که کسب کرده‌اند بر مردم روا می‌دارند. مراجع اصلی قدرت در چنین نظامی عملاً خادم افراد و نهادهایی هستند که با بهره‌برداری از اختناق حاکم بر جامعه، به ثروت‌اندوزی مشغولند و در صورت فروپاشی چنین نظامی، بسیاری از همین کارگزاران با انتساب مسئولیت فساد به سرکردگان حکومت، خود را از مهلکه نجات می‌دهند.

### مکانیزم سیستماتیک فساد در اقتصاد ایران
سالانه ده‌ها میلیارد دلار رانت نفتی در قالب ارز ترجیحی، انرژی ارزان، مخارج دولت به اقتصاد تزریق می‌شود، صدها هزار میلیارد تومان پول چاپ شده و از طریق بدهی دولت و بانک‌ها به بانک مرکزی در اقتصاد به چرخش درمی‌آید. دستگاه‌های دولتی به بهانه هدایت، نظارت، توسعه‌گرایی و نظایر آن برای خود رانت خلق کرده و آن را توزیع می‌کنند.

## اثرات فساد
در ایران گسترش فساد، آن هم فساد سازمان یافته سیاست‌های دولت را در تضاد با منافع اکثریت قرار داده و از این طریق به کاهش اثربخشی دولت‌ها در هدایت امور انجامیده است. در نتیجه اعتماد مردم را نسبت به دستگاه‌های دولتی و غیردولتی کاهش داده، بی‌تفاوتی، تنبلی و بی‌کفایتی در سطح جامعه را موجب شده است. طبق گزارش دفتر مطالعات استراتژیک ریاست جمهوری ایران، اعتماد بین آحاد جامعه ایران به ۱۰ درصد رسیده است و شاخص صداقت و امانتداری به ۸ درصد رسیده است؛ بدین معنی که جامعه را به یک سقوط اخلاقی شدید دچار کرده است.
اقتصاد به شدت دولتی ایران نتوانست آنگونه که در قانون اساسی پیش‌بینی شده بود خود را با «بخش خصوصی» و «بخش تعاونی» هماهنگ سازد و عملاً نه تنها تعاونی‌ها آنگونه که باید رشد نکردند بلکه خصوصی‌سازی هم به کج راهه رفت و فوراً «تحریم» ها بهانه‌ای شد برای مسکوت ماندن آن دو و در عوض آغاز جستجوی راه کارهایی جهت «دور زدن تحریم». با هدف‌هایی به ظاهر خیرخواهانه اما در واقع فرصتی بی‌نظیر شد برای «رانت خواری»، «قاچاق رسمی»، «اختلاس» و «رشوه خواری» در بدنه فرسوده اقتصاد دولتی. اینجا بود که ناکارآمدی اقتصاد ایران خود را بیشتر نشان داد و ورود شتابزده صاحبان «قدرت سیاسی» به بازار آسیب دیده تجارت نیز باعث بدتر شدن وضعیت شد و تا جاییکه در رسانه‌های ایران به‌طور مکرر اخباری از سوءاستفاده مالی، اختلاس یا رشوه خواری‌ها به گوش می‌رسد و به‌نظر می‌رسد ذهن ملت نیز به شنیدن آن عادت کرده است.

## راهکارهای مبارزه با فساد
از نظر محسن رنانی، چاره‌ای نیست جز پناه بردن به شفافیت تمام عیار با نظارت جامعه و کارشناسان مستقل تا راهی برای مخفی سازی منافعی که به‌وسیلهٔ قوانین دادوستد می‌شود باقی نگذارد، شاید از این راه بتوان ظرفیت فسادآفرینی قوانین را محدود کرد. در متن خود قانون، باید سازوکارهای شفافیت‌آفرین را تعبیه کرد و منتظر آیین‌نامه نماند.
برای ریشه‌کن کردن فساد لازم نیست سیاست‌گذار شاخ غول را بشکند و نوآوری ویژه‌ای در قانون‌گذاری پیدا کند. اگر قرار بود قوانین بیشتر جلوی فساد را بگیرد، وضعیت تورم قوانین در کشور ایران تابه‌حال فساد را ریشه‌کن کرده بود؛ تورم قوانین موضوعی است که کمتر از تورم نقدینگی به آن توجه می‌شود اما اثرات ویرانگر هیچ‌کدام کمتر از دیگری نیست؛ بنابراین مبارزه با فساد از تصویب قوانین جدید حاصل نخواهد شد. برعکس لازم است قوانین حمایتی که فساد می‌زایند برداشته شود.
غلامحسین محسنی اژه‌ای سخنگوی قوه قضائیه با استدلال اینکه فساد در ایران «سازمان یافته، گسترده و پیچیده» شده است، «اقدامات اطلاعاتی، امنیتی و سیاسی» را راهکار مبارزه با فساد می‌داند.
محمد طبیبیان کاهش دادن اصطکاک مردم با سیستم دولتی و بروکراسی فاسد حاکم بر سازمان‌هایی از قبیل امور مالیاتی، شهرداری، تأمین اجتماعی را باعث کاهش نارضایتی مردم می‌داند.
مقررات‌زدایی به‌عنوان یکی از راه‌ها برای جلوگیری از فساد توصیه شده است و به‌نظر می‌رسد اینکه در بعضی جاها مدام بر ضرورت مقررات‌زدایی و تسهیل فعالیت‌های اقتصادی تأکید می‌شود، برای رهایی از فساد سیاسی است.
فرامرز رفیع‌پور معتقد است، برای مقابله با فساد در ایران باید چند شرط مهیا شود: عزم راسخ، محاسبه دقیق، داشتن یک مدل جامع برای اداره جامعه، اجرای قاطع و بدون کمترین مسامحه، پذیرش درد. وی راه‌حل‌هایی برای کاهش فساد ارائه داده که ۱- جلوگیری از تبلیغات و نمایش ثروت. ۲- تشویق کار عملی و گسترش آموزش‌های فنی و حرفه‌ای و کاهش ارزش مدرک‌های نظری. ۳- لغو قانون نظام هماهنگ پرداخت‌ها که موجب مدرک گرایی و رشد مؤسسات تولید مدرک شده. ۴- تجدید نظر در سیستم بودجه بندی کشور که در آن خرید تجهیزات تشویق می‌شود و حقوق پرسنل پایین نگه داشته می‌شود. ۵- افزایش پرداخت حقوق به افراد کنترل‌کننده به‌میزانی بیش از حد نیاز آن‌ها برای جلوگیری از تطمیع آنها.
Javanmehr وقتی صحبت از واژه سیستماتیک می‌شود برای شناسایی و تعریف و حل مسئله باید با ادبیات سیستمی آشنا بود. همه ما می‌گوییم فساد سیستماتیک است اما بدون تفکر سیستماتیک چگونه می‌خواهیم آن را به‌درستی شناسایی و تعریف و سپس تحلیل نماییم. فساد اساساً یک امر نسبیتی است و قطعیت مفهومی ندارد! معمولاً منشأ فساد عنصری بنام خطاست! خطا به معنی رویدادیست که برخلاف قواعد موجود و پذیرفته شده سیستم روی می‌دهد. در جوامع انسانی این گسترش و تکثر خطاست که منشأ ایجاد فساد می‌شود. برای پیشگیری از فساد و کاهش آن ابتدا بایستی میزان و حجم خطا و انحراف از معیارها را کاهش داده و کنترل نماییم.
اما در جوامع انسانی ما دچار مسئله بزرگتری هستیم و آن اینکه ابتدا بایستی شاخص‌ها، معیارها، قواعد و دستگاه مختصات متعارفی ایجاد شود تا ما بتوانیم خطا و در نتیجه آن فسادها را به‌درستی شناسایی کنیم. آنچه در اینجا به اشاره می‌شود، نیاز مبرم به باز تعریف ادبیات مدیریت نظام حاکمیت سیاسی اجتماعی اقتصادی و فرهنگی کشور است. متأسفانه در این زمینه ادبیات رسمی کشور بسیار ضعف داشته و به منشأ اصلی تولید خطا و گسترش فساد تبدیل شده است. ما روش‌های حل بسیاری برای اصلاح و بازنگری چنین سیستمهایی می‌شناسیم اما هنر اصلی و محوری طراحی راهکارهایی جامع و بنیادینی هستند که به‌صورت خلاقانه و با امکان‌پذیری عملیاتی همراه …